# Fontana Maggiore
La Fontana Maggiore ou Fontana di Piazza,  située sur la Piazza IV Novembre à Pérouse en Ombrie, est une fontaine de la fin du XIIIe siècle.
C'est un des monuments importants du centre historique de Pérouse, précisément  sur la Piazza IV Novembre, entre le palazzo dei Priori et la cathédrale San Lorenzo.

## Présentation de l'œuvre
La fontaine possède une inscription latine qui rapporte le nom et la fonction des participants à l'œuvre, ainsi que sa date d'achèvement (1278) : 
- Fra Bevignate da Cingoli, a dirigé les travaux,
- Nicola et Giovanni Pisano, sculpteurs,
- Buoninsegna, Vénitien, se chargea du système hydraulique.

Toutefois, que les sculpteurs n'aient pas pris part à l'architecture du projet reste difficile à croire à une époque où sculpture et architecture étaient des activités en interférence et sachant que Nicola et son fils Giovanni étaient l'un et l'autre architectes.  
Elle est l'une des premières fontaines publiques conçues comme un élément monumental du mobilier urbain et la première à être dotée d'un tel programme iconographique. Elle fut érigée pour commémorer l'arrivée de l'eau sur l'acropole de la ville grâce au nouvel aqueduc qui convoyait jusqu'au centre de Pérouse, les eaux provenant du mont Pacciano, situé à peu de kilomètres.  
Réalisée en pierre d'Assise pour sa structure, elle est composée de deux vasques en marbre blanc et rose, polygonales, concentriques et superposées, sur une base circulaire. La vasque supérieure est surmontée d'une coupe en bronze (fondue en 1277 par le maître pérugin Rosso Padellaio ou Rubeus), ornée d'un groupe de trois cariatides qui à l'origine, soutenaient un couple de griffons (symbole de Pérouse) et un couple de lions (symbole du parti guelfe). Il est à noter que les côtés des polygones des deux vasques inférieure et supérieure ne sont pas droits mais légèrement concaves. La vasque inférieure est décorée de 50 bas-reliefs séparés par des colonnettes. La vasque supérieure est dotée de 24 statues qui alternent avec des plaques lisses de marbre rose.  
Pour réaliser les œuvres décoratives, Nicola et Giovanni étaient ici à la tête d'un atelier composé de nombreux compagnons. Ceci était indispensable pour satisfaire à la commande passée par la ville, qui imposait un délai fort court pour réaliser 24 statues, les plaques de marbre rose intercalaire qui étaient entourées d'une corniche, 50 bas-reliefs, 24 colonnes de soutien de la vasque supérieure, les dalles pour le fond du bassin, la grande structure en gradins sur laquelle repose la fontaine. Il ne faut donc pas s'attendre à ce que le style des deux sculpteurs se perçoive nettement dans cette œuvre. Au contraire, la fontaine se distingue par une grande homogénéité de l'ensemble de ses parties. Cela est dû à la structure de l'atelier médiéval et à l'habitude de ne pas confier la même statue ou le même relief à un seul collaborateur mais plutôt à faire que plusieurs compagnons interviennent successivement sur la même partie. Cette façon de procéder conservait ainsi son unité à l'ensemble de l'œuvre. Toutefois, des indices non équivoques de la main de Giovanni apparaissent sur certaines statues de la vasque supérieure, par l'accentuation pathétique du trait, ainsi que par la spontanéité avec laquelle sont saisis les personnages d'une grande part des reliefs représentant les mois de l'année et la violente expression jointe à la palpitante vitalité des deux aigles.  
La reconstruction de la fontaine après le tremblement de terre de 1438 montre déjà le manque de compréhension des hommes des XVe et XVIe siècles pour l'esprit médiéval qui avait conduit la réalisation de cette œuvre au XIIIe siècle. Les reliefs de la vasque inférieure et surtout les statues de la vasque supérieure se sont retrouvés placés en une suite désordonnée qui altère le rapport logique d'origine et qui malheureusement est celle que l'on trouve aujourd'hui. Il est attribué à chaque statue un texte gravé qui l'encadre, la première partie du texte à gauche de la statue, la suite à sa droite ; le désordre fait que ce n'est plus toujours le cas. Soit l'ordre des statues, soit les pierres où sont gravés les textes ont été intervertis.

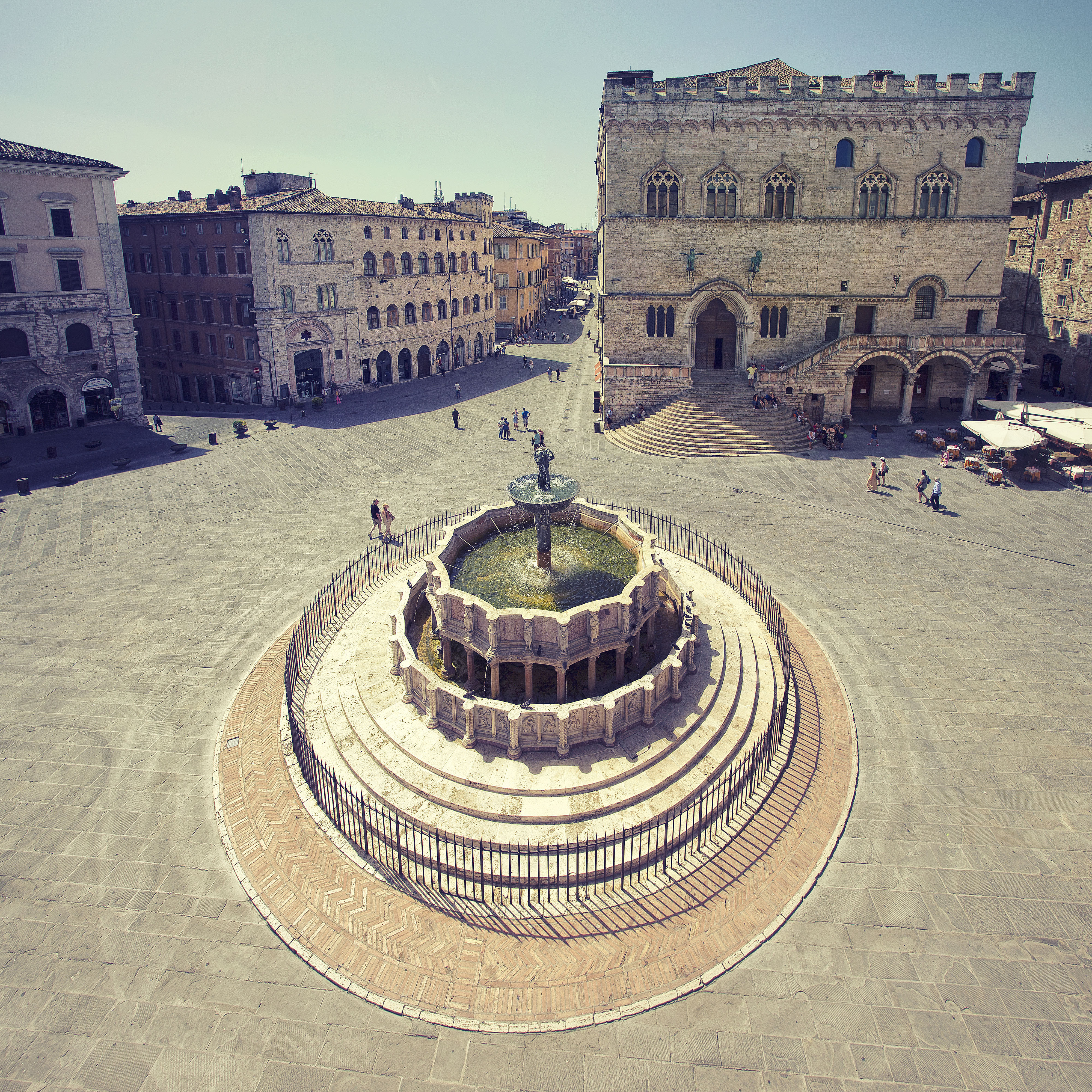
La Fontana Maggiore au milieu de la Piazza IV Novembre.
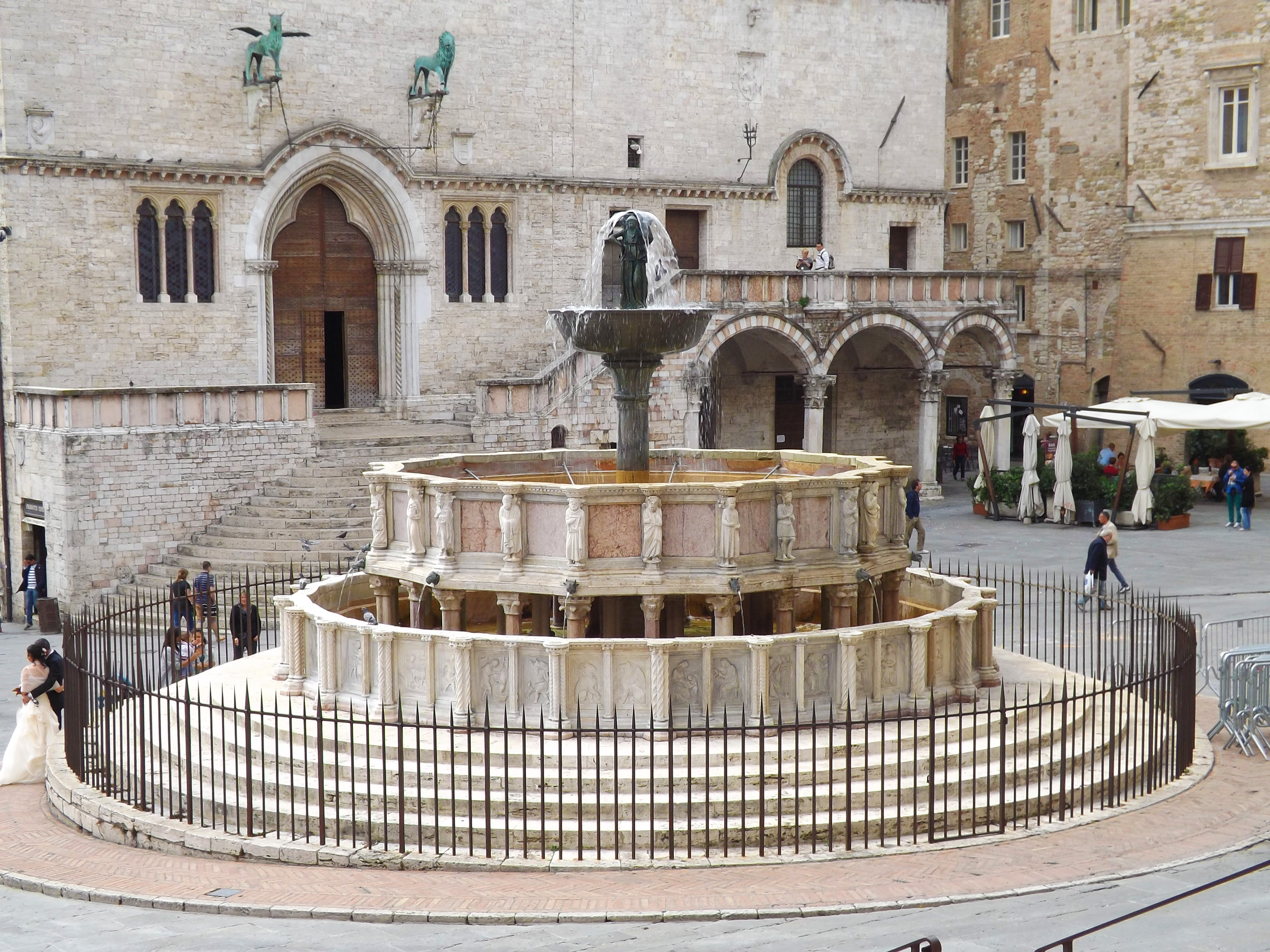
Élévation à deux niveaux en marbre surmontés d'une vasque en bronze.
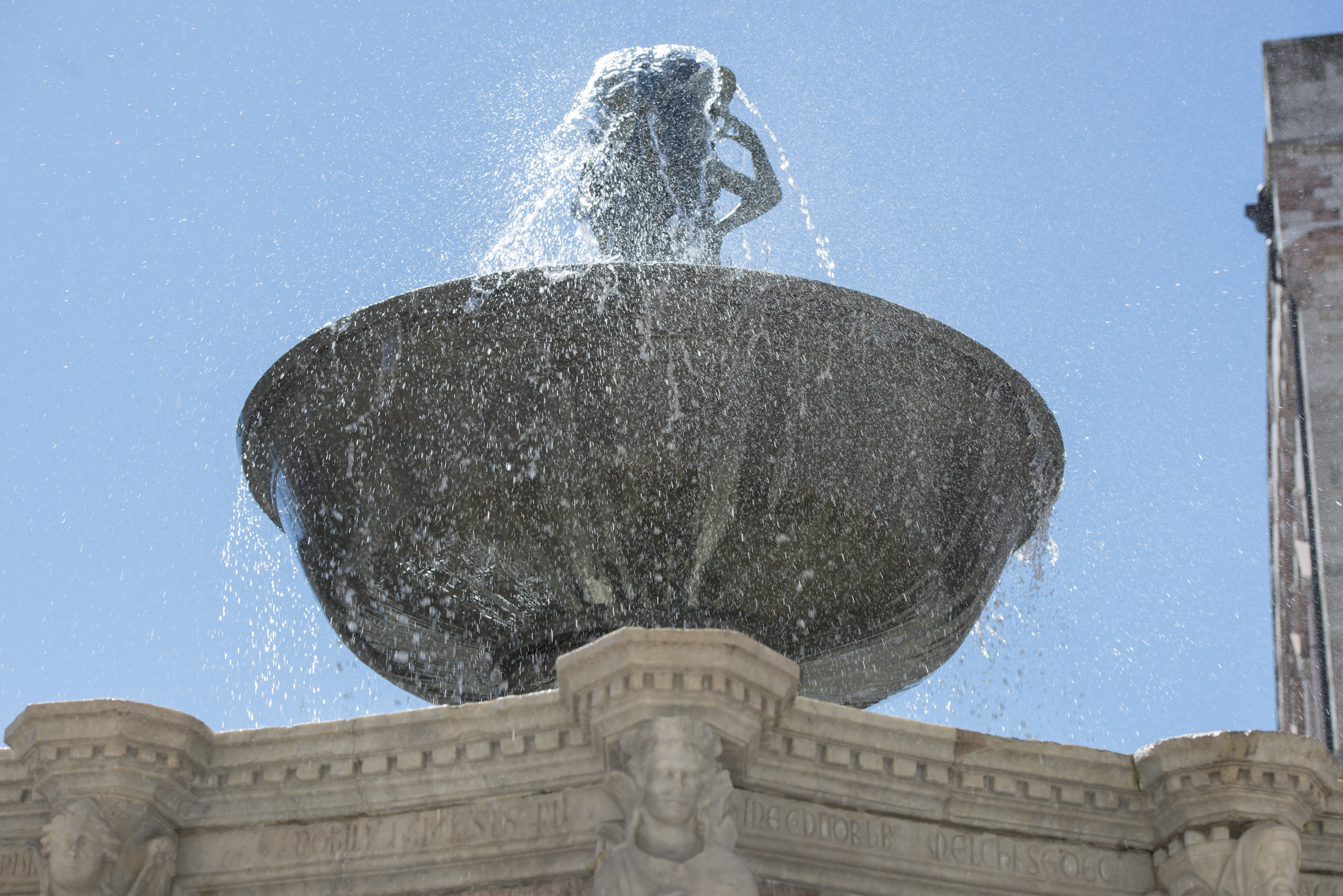
La vasque en bronze en fonctionnement.
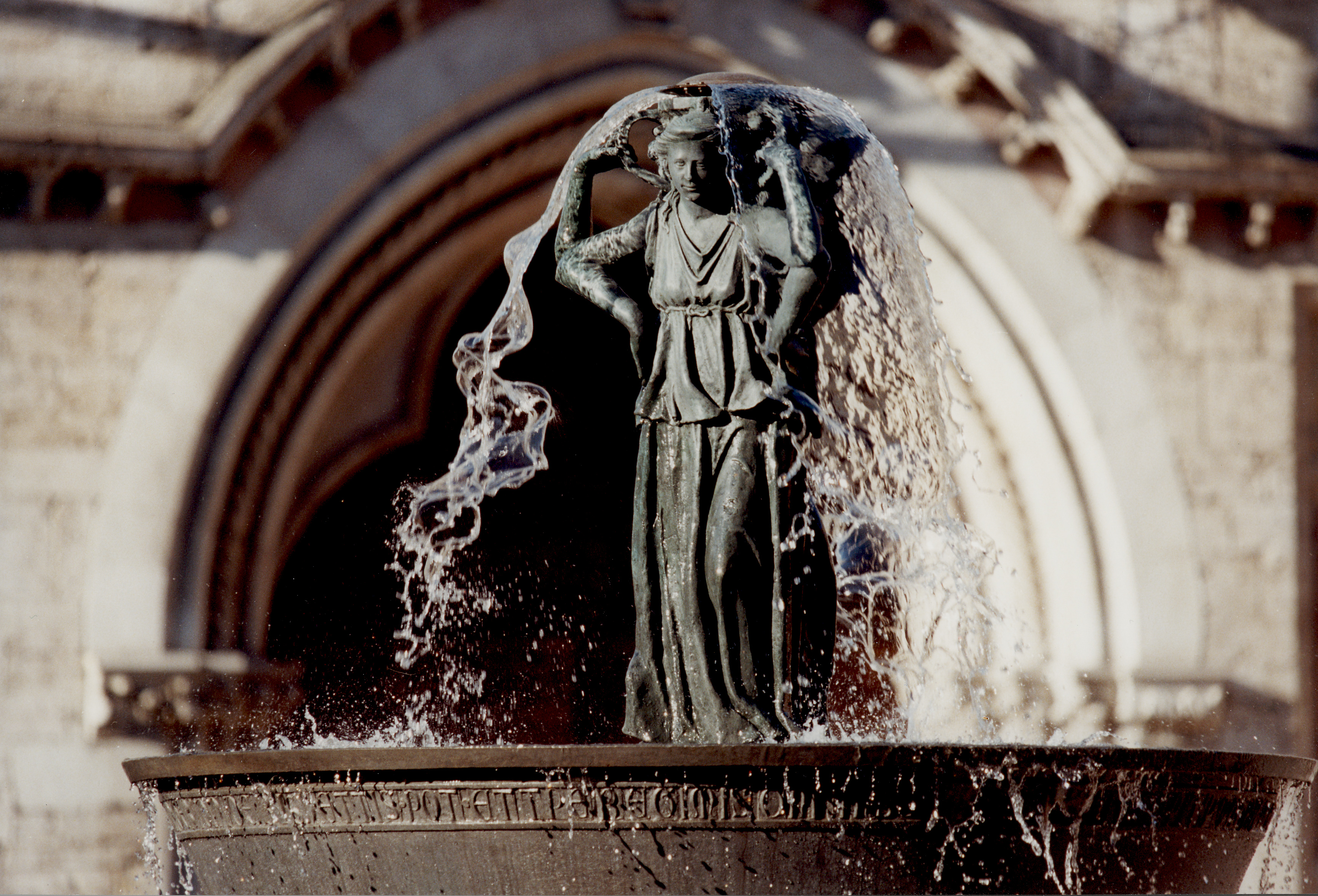
Les sculptures supérieures en bronze, Trois porteuses d'eau.
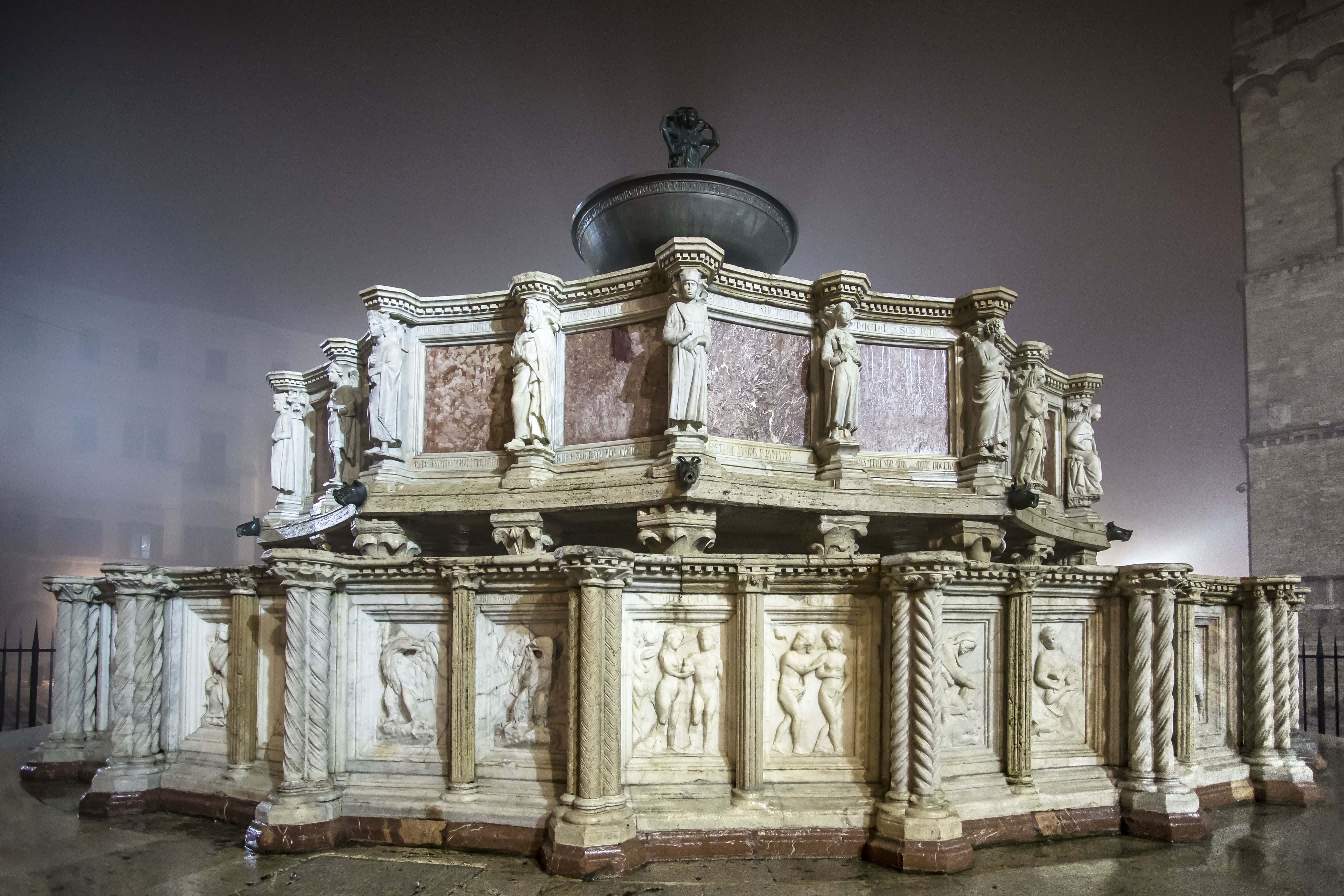
Le fontaine éteinte.

## Description des œuvres décoratives

### Vasque inférieure
Les divers cycles représentés ne doivent pas être considérés comme des concepts séparés (il n'y aurait rien de plus éloigné de l'esprit médiéval) mais comme une somme destinée à fournir une vision unitaire du ciel et de la terre, intégrant le cours historique de l'homme et ses activités et où l'on doit chercher une explication du monde et de la vie humaine. La proposition première est le péché originel avec la conséquence de la chute de l'homme, d'où la nécessité de la rédemption et dans l'attente de cet accomplissement au ciel, l'homme peut se préparer à l'aide de la science et des œuvres (représentées par les arts libéraux et les occupations manuelles sur les panneaux des mois).    
Les bas-reliefs, en panneaux doubles, représentent :    
les douze mois de l'année
- Janvier - Verseau (un couple âgé autour de l'âtre)
- Février - Poissons (deux pécheurs)
- Mars - Bélier (l'épine - la taille de la vigne)
- Avril - Taureau (deux allégories du printemps)
- Mai - Gémeaux (deux cavaliers à la chasse au faucon)
- Juin - Cancer (la moisson - le battage)
- Juillet - Lion (le battage - le vannage)
- Août - Vierge (la récolte des figues)
- Septembre - Balance (le foulage du moût - la vendange)
- Octobre - Scorpion (le remplissage des tonneaux - fabrication des tonneaux)
- Novembre - Sagittaire (le labourage - les semailles)
- Décembre - Capricorne (l'abattage du cochon)

Les arts libéraux
- grammaire et dialectique
- rhétorique et arithmétique
- géométrie et musique
- astronomie et philosophie

Figurent également :
- Deux aigles
- Le lion guelfe et le griffon pérugin
- La tentation - l'expulsion du Paradis

- Samson déchire le lion - Samson et Dalila

- Deux « moralités »

- David - Goliath

- Romulus - Rémus

- La louve et les jumeaux - Rhéa Silvia

- Le renard et la grue - Le loup et l'agneau

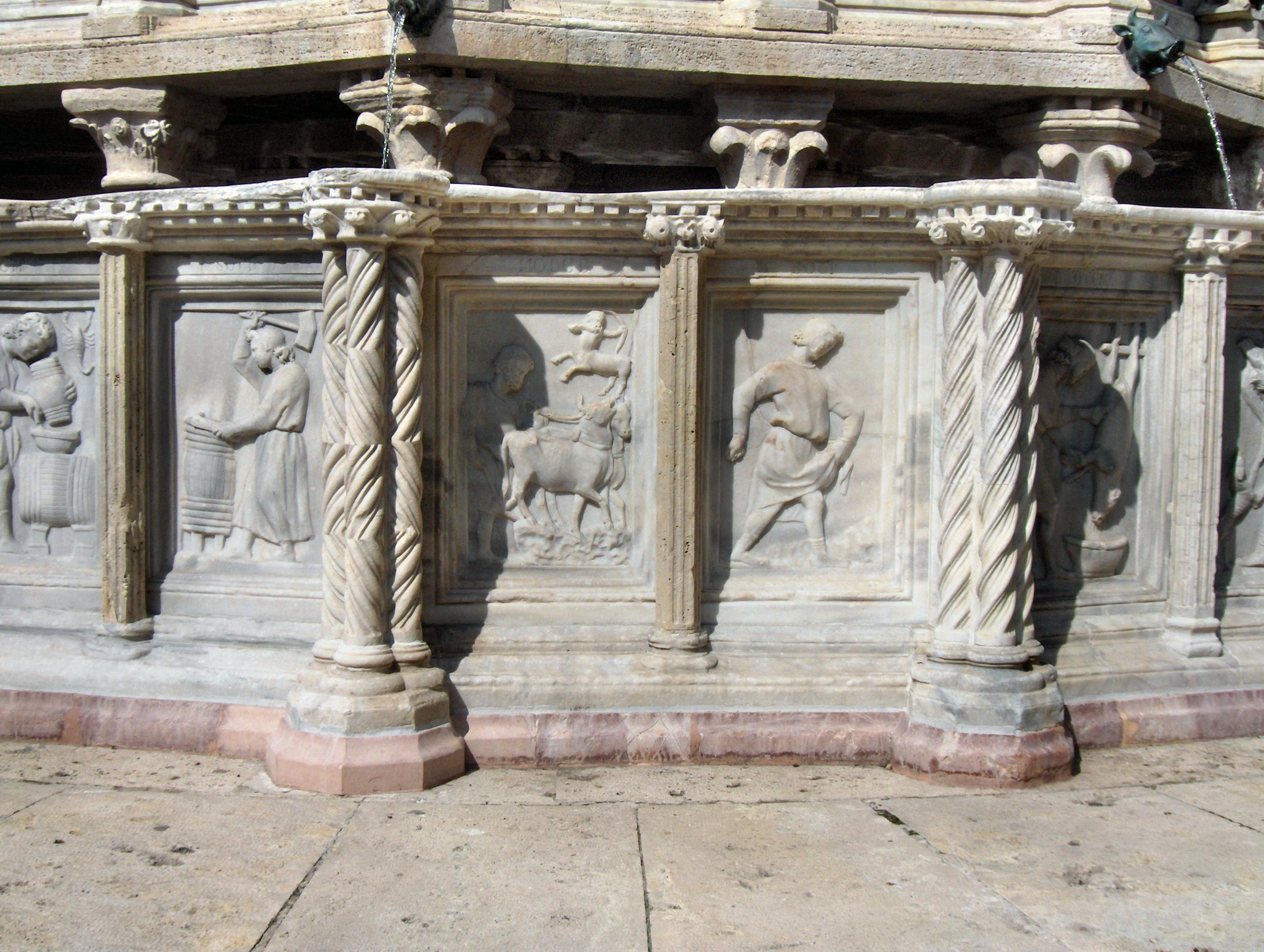
Novembre
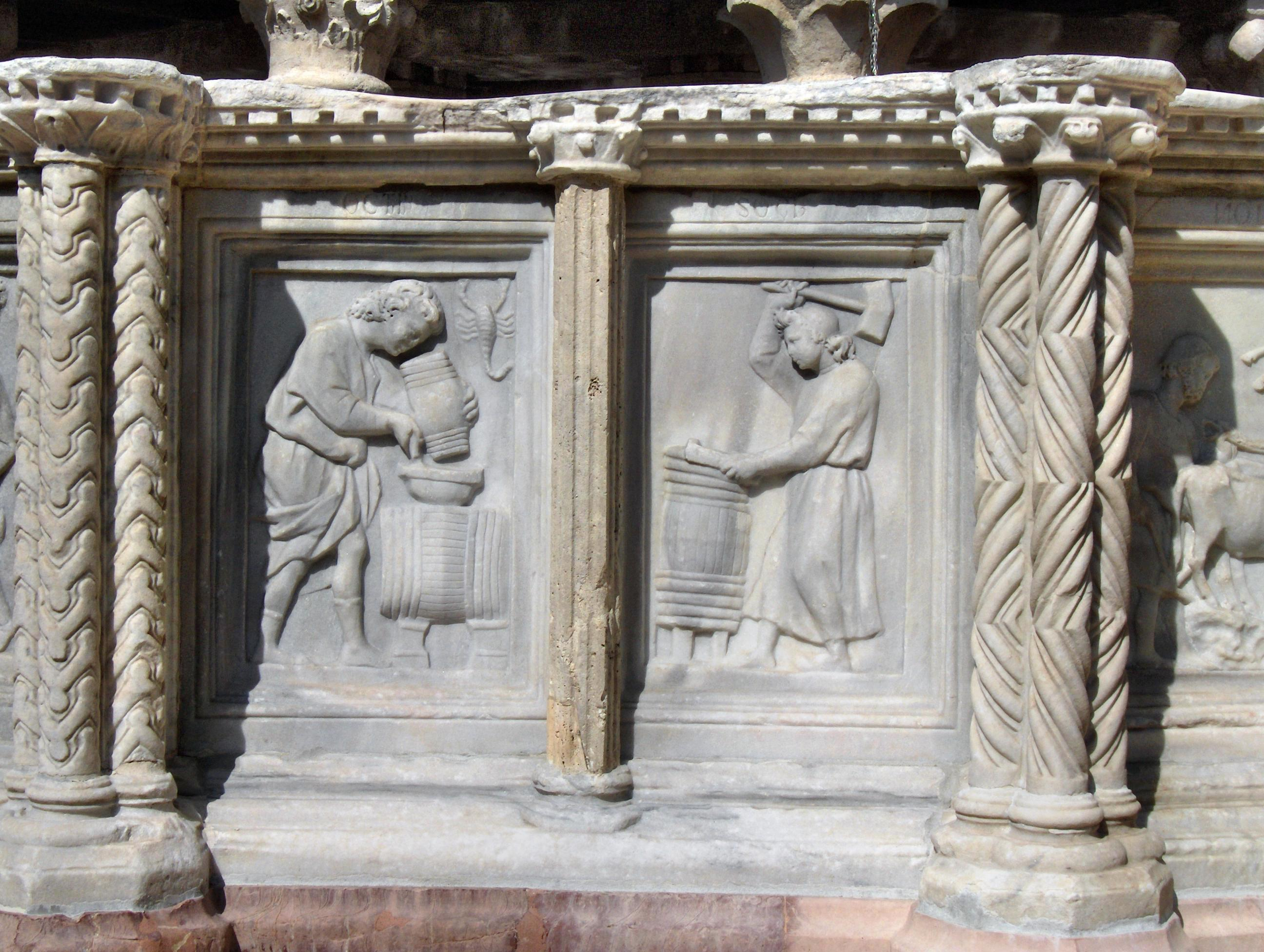
Octobre
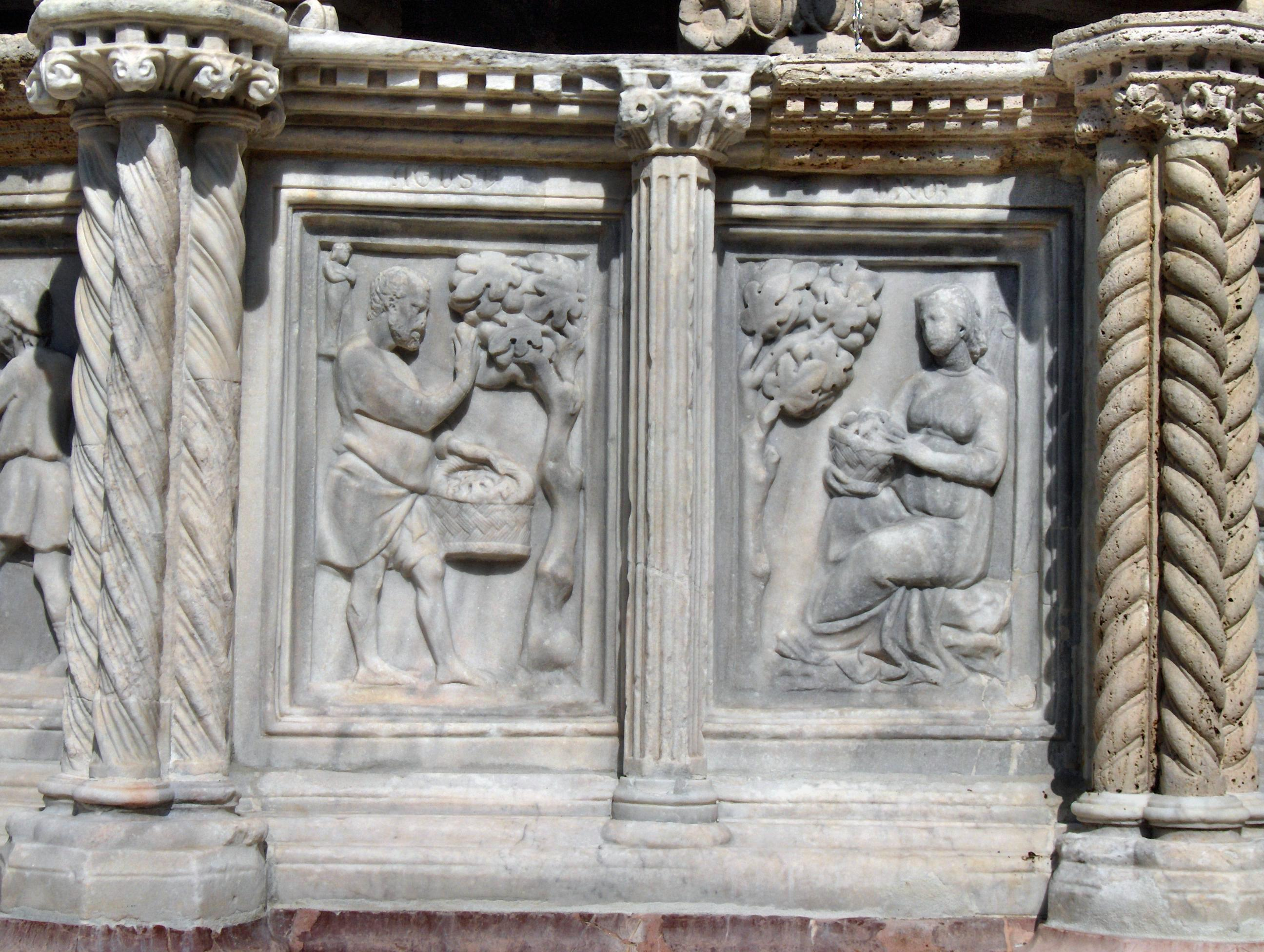
Août
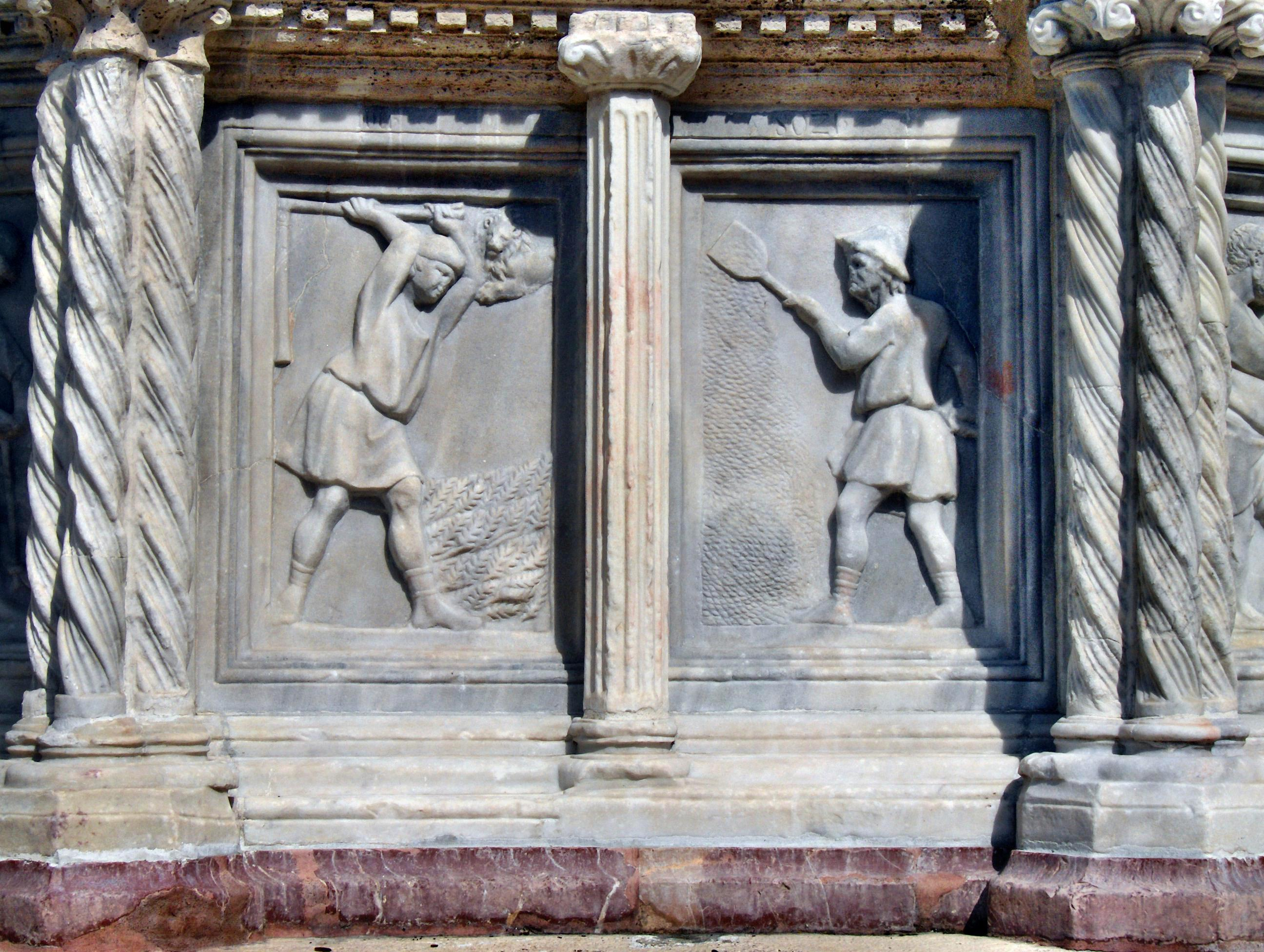
Juillet
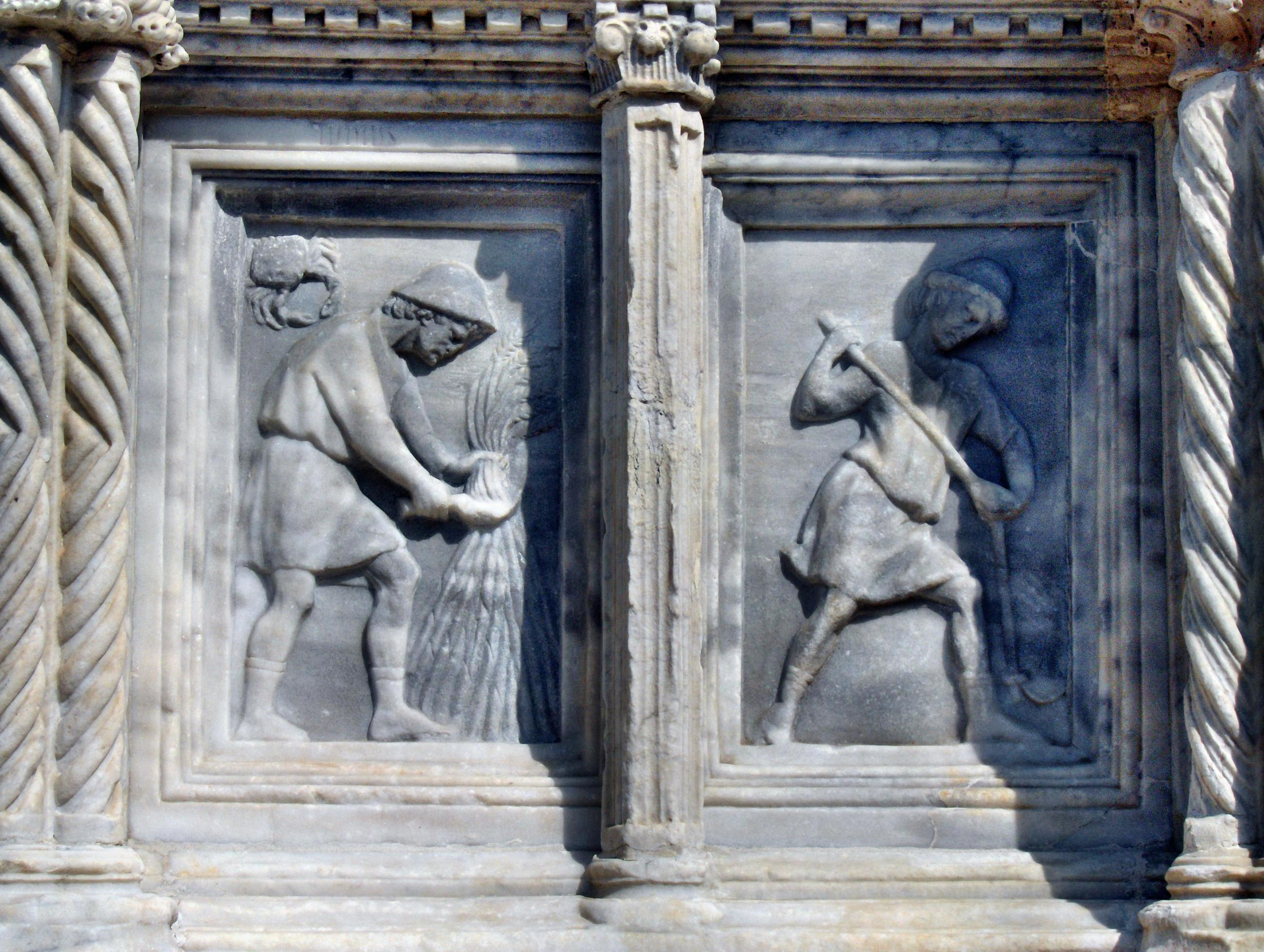
Juin
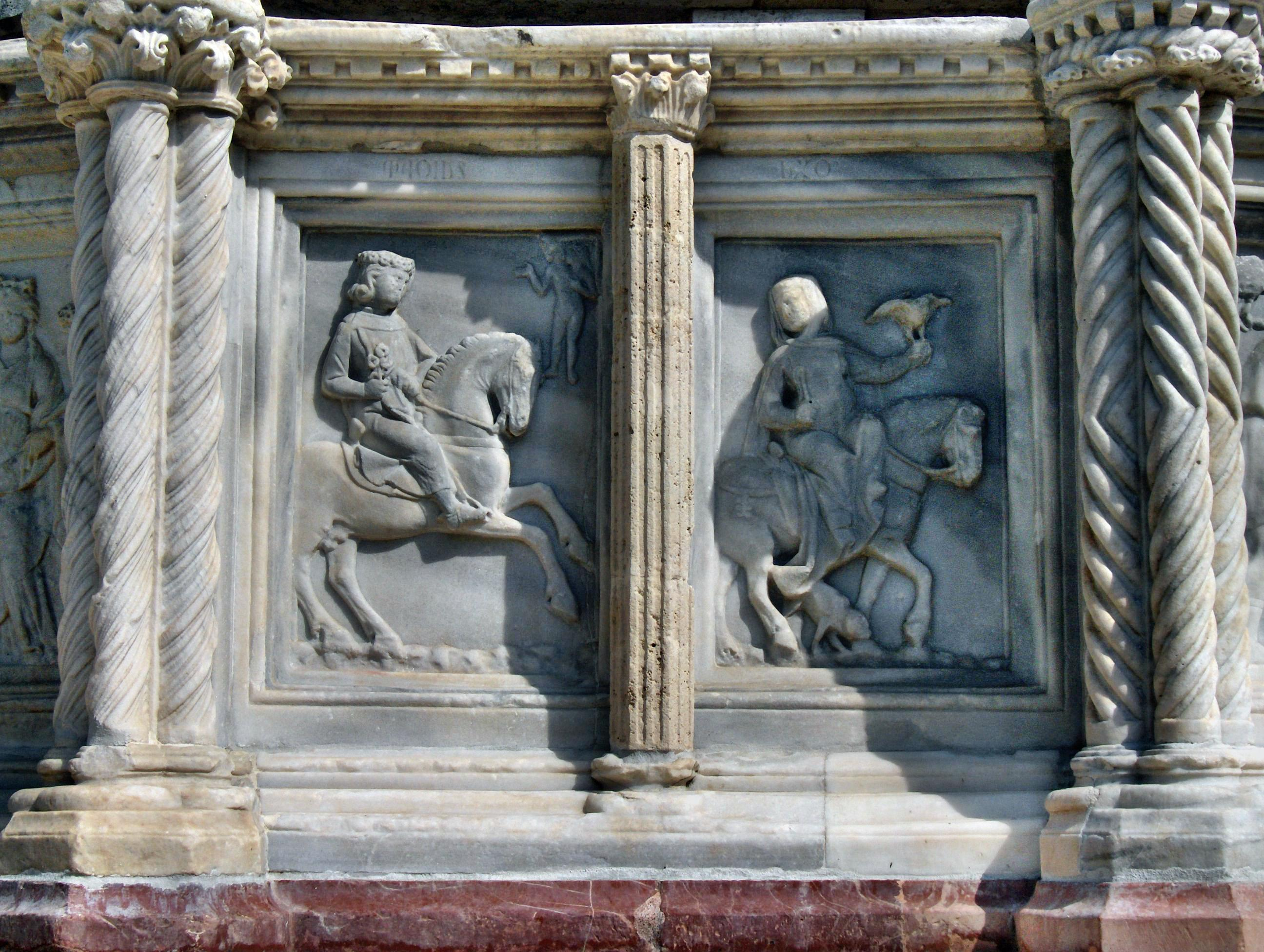
Mai
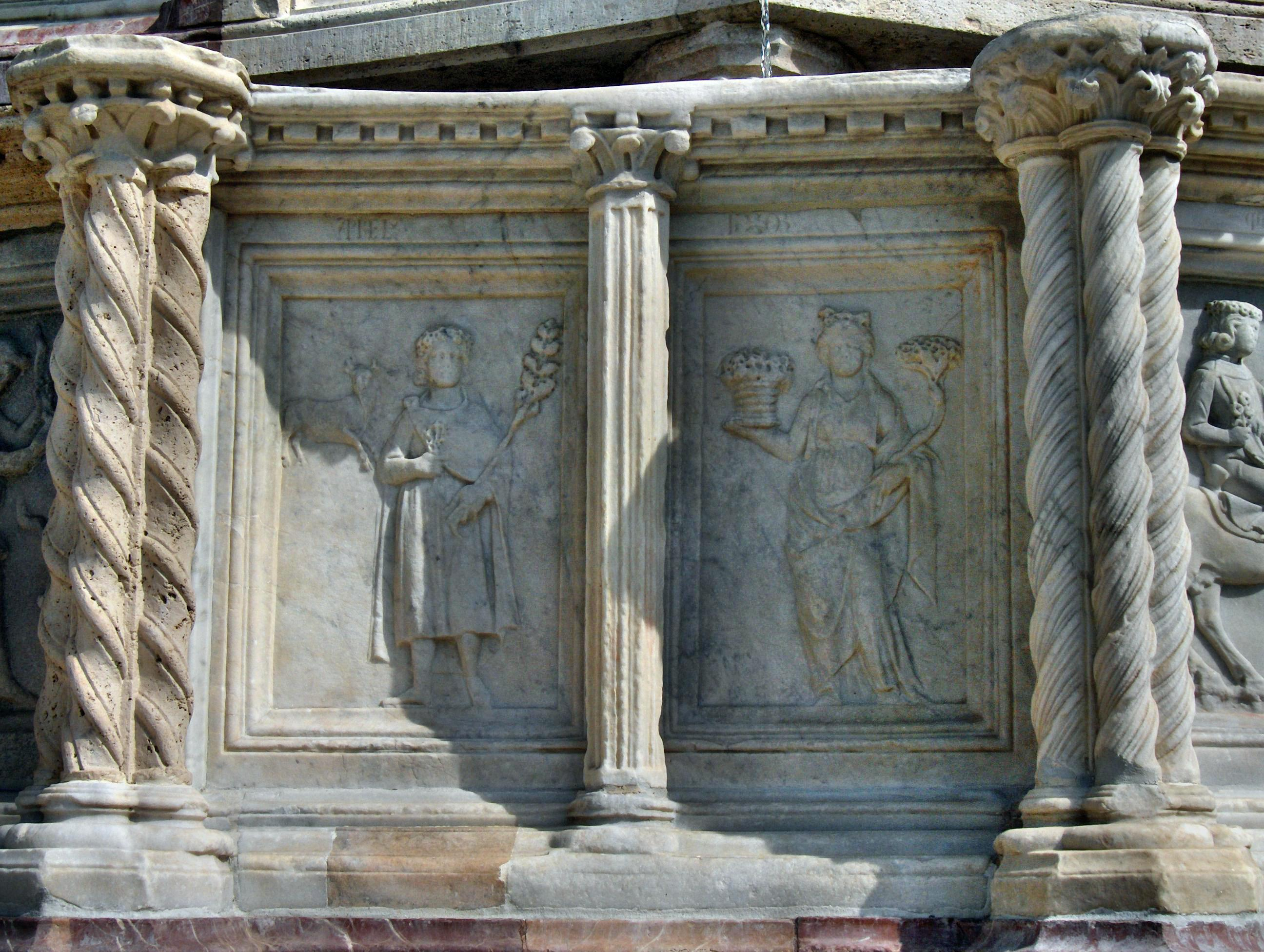
Avril

### La vasque supérieure
Elle est ornée de 24 statues. Des groupements divers ont été proposés par des spécialistes de l'histoire de l'art. Par exemple, une distribution des statues entre deux pôles : Rome et Pérouse. Une autre distribution, cette fois par rapport aux statues qui se trouvent aux quatre points cardinaux (Salon à l'est, Rome à l'ouest, Euliste au nord et Pérouse au sud). Tous ces schémas ne paraissent pas très probants, ce qui n'exclut pas qu'il y ait certainement eu à l'origine, une logique dans la disposition des statues.
Les représentations sur la fontaine de la puissance politique est sans nul doute de la volonté des commanditaires pérugins et non le reflet de la pensée spirituelle des Pisano.
La disposition des statues tout autour de la vasque est aujourd'hui la suivante (en partant arbitrairement de Euliste et dans le sens inverse des aiguilles d'une montre) :
1. Euliste, le fondateur mythique de la ville de Pérouse
2. Melchisédech[3], prêtre-roi de l'ancien testament
3. Ermanno di Sassoferrato, podestat de Pérouse
4. La Victoire
5. Saint Pierre
6. l'Église romaine
7. Rome, caput mundi[4]
8. La théologie
9. Saint Paul
10. Le clerc de Saint Laurent
11. Saint Laurent, patron de la cathédrale de Pérouse
12. La Domina Clusii (nymphe de Chiusi)
13. Augusta Perusia (Pérouse)
14. La Domina Laci (nymphe du lac Trasimène)
15. Saint Herculan, évêque et saint patron de Pérouse, sauva la ville de la destruction au cours de l'invasion de Totila
16. Le clerc traître, par lequel Totila parvint à pénétrer dans la ville
17. Saint Benoît
18. Salomé
19. Saint Jean-Baptiste
20. Salomon
21. David
22. Moïse
23. Matteo da Correggio, capitaine du peuple
24. Saint Michel archange

Les textes gravés de part et d'autre des statues laissent penser qu'à l'origine, l'ordre des statues n°18 à 21 devait être le suivant :
- 18 - Saint Jean-Baptiste à la place de Salomé
- 19 - Salomon à la place de Saint Jean-Baptiste
- 20 - David à la place de Salomon
- 21 - Salomé à la place de David

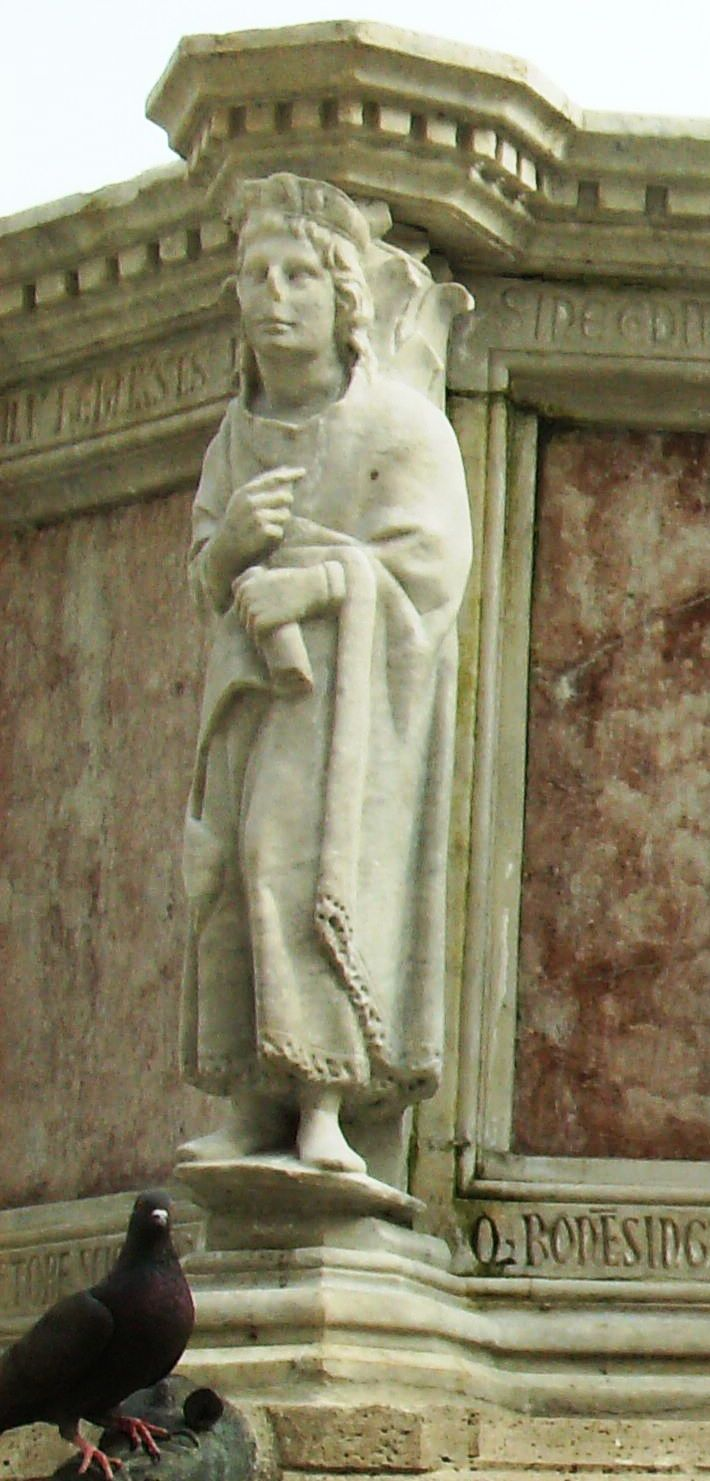
Euliste, fondateur mythique de Pérouse
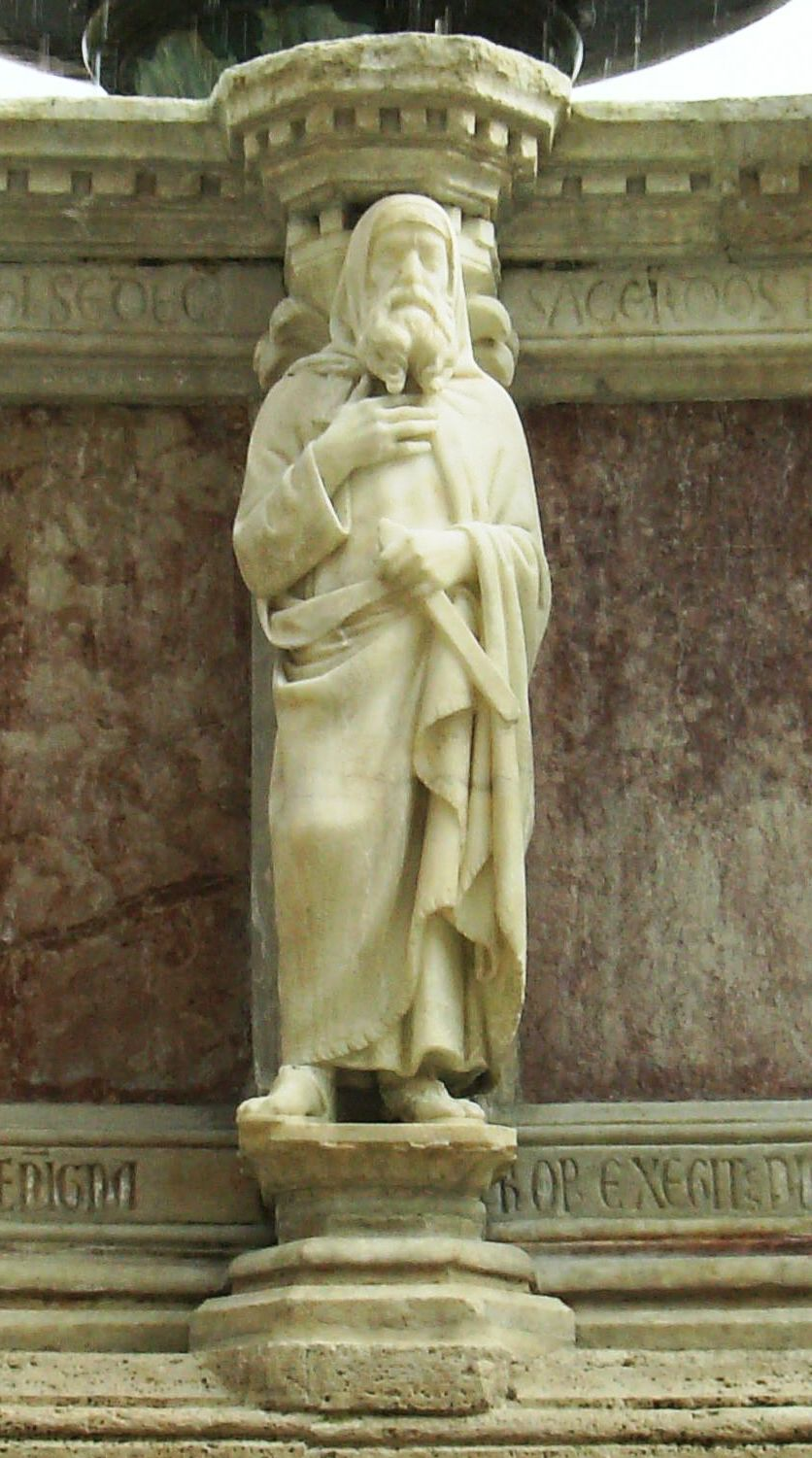
Melchisédech
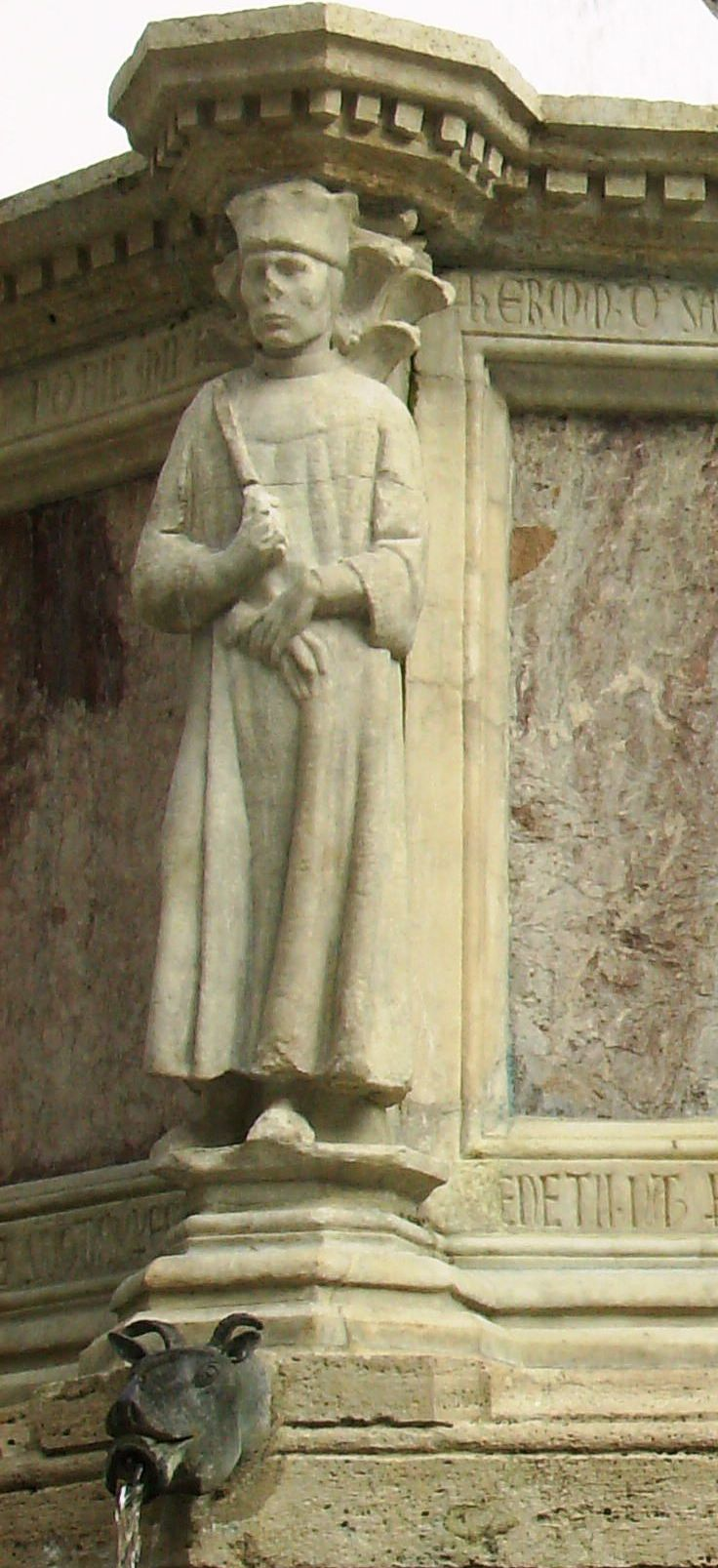
Ermanno di Sassoferrato, capitaine du peuple
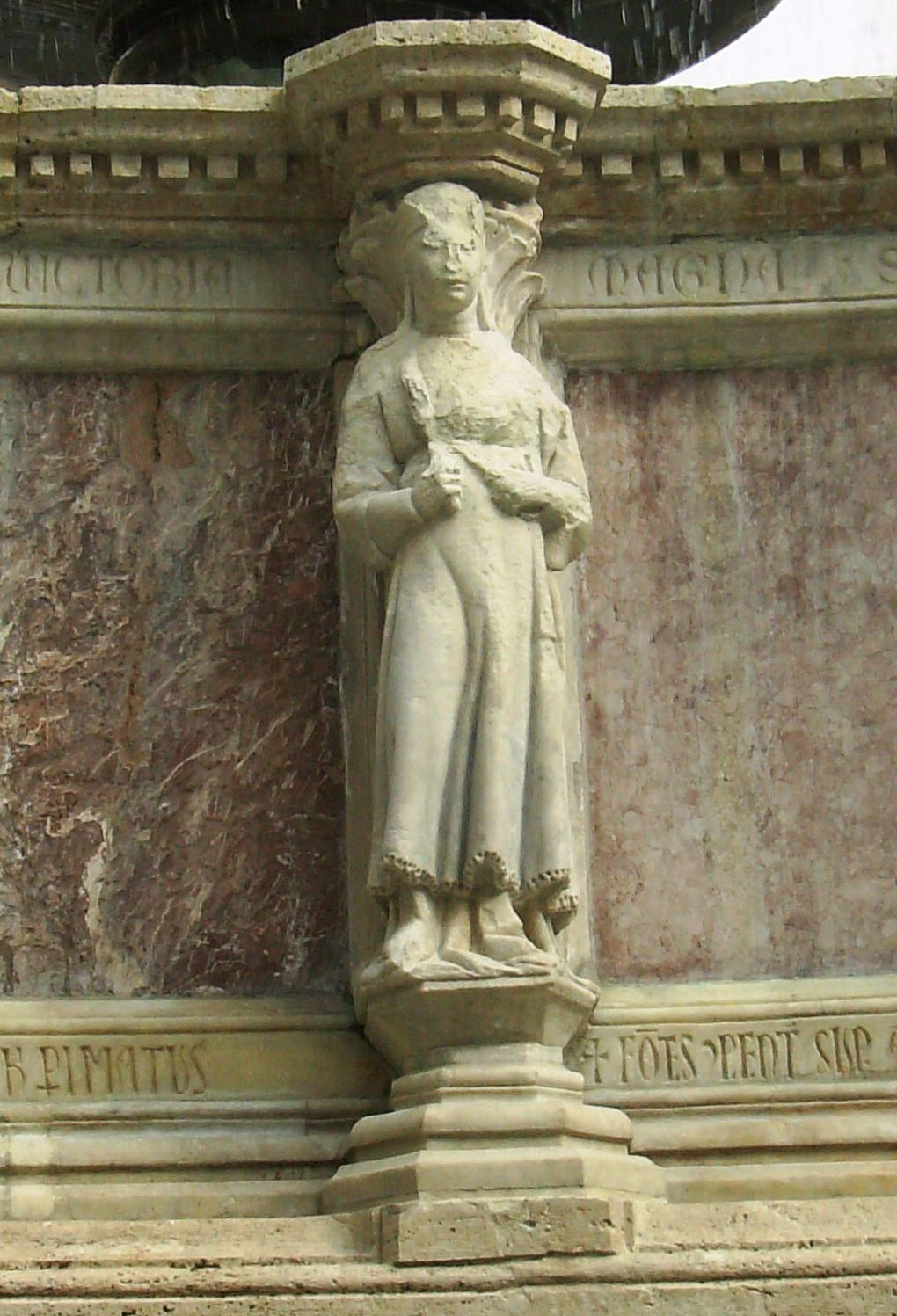
la victoire (allégorie)
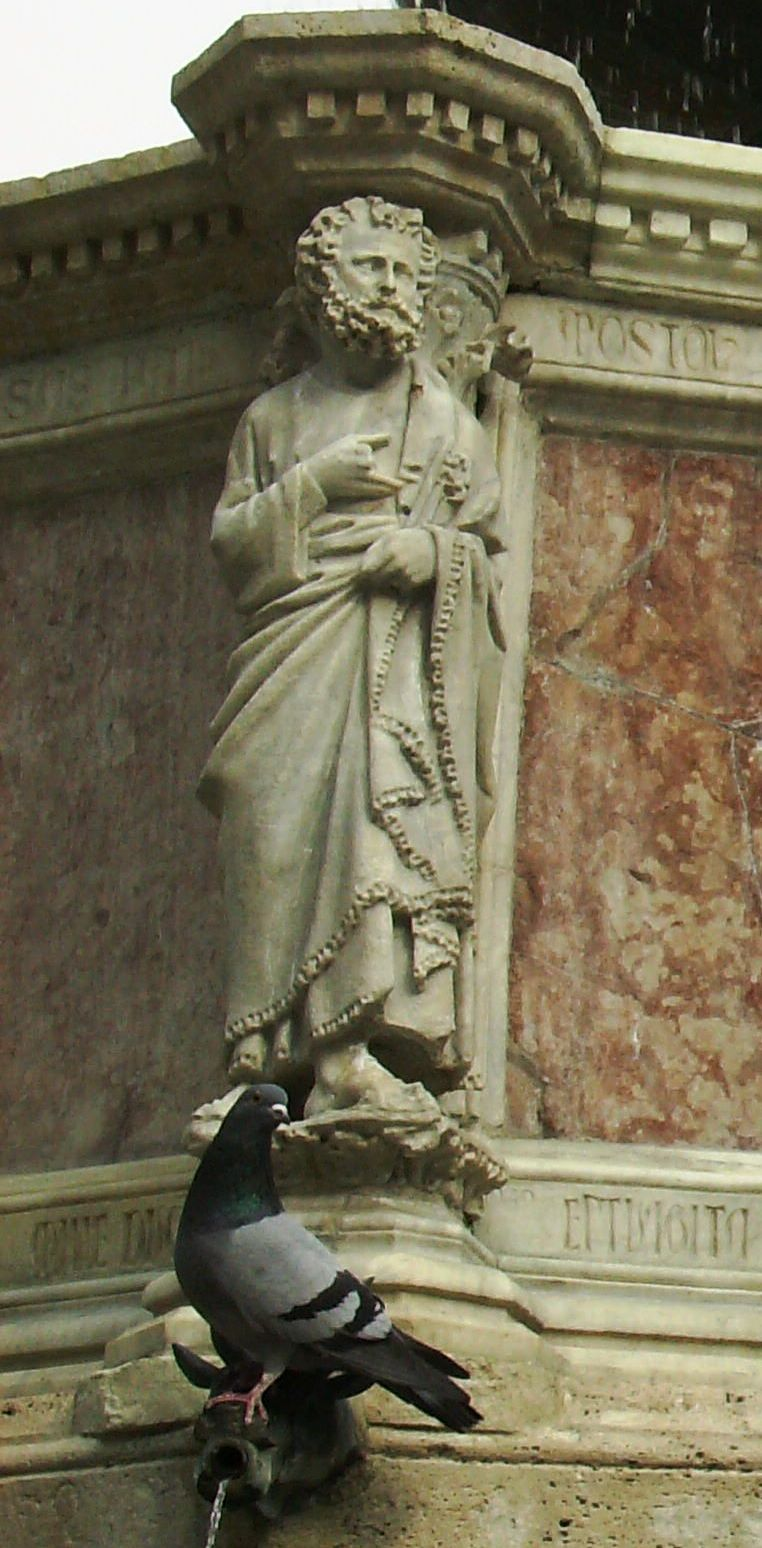
Saint Pierre
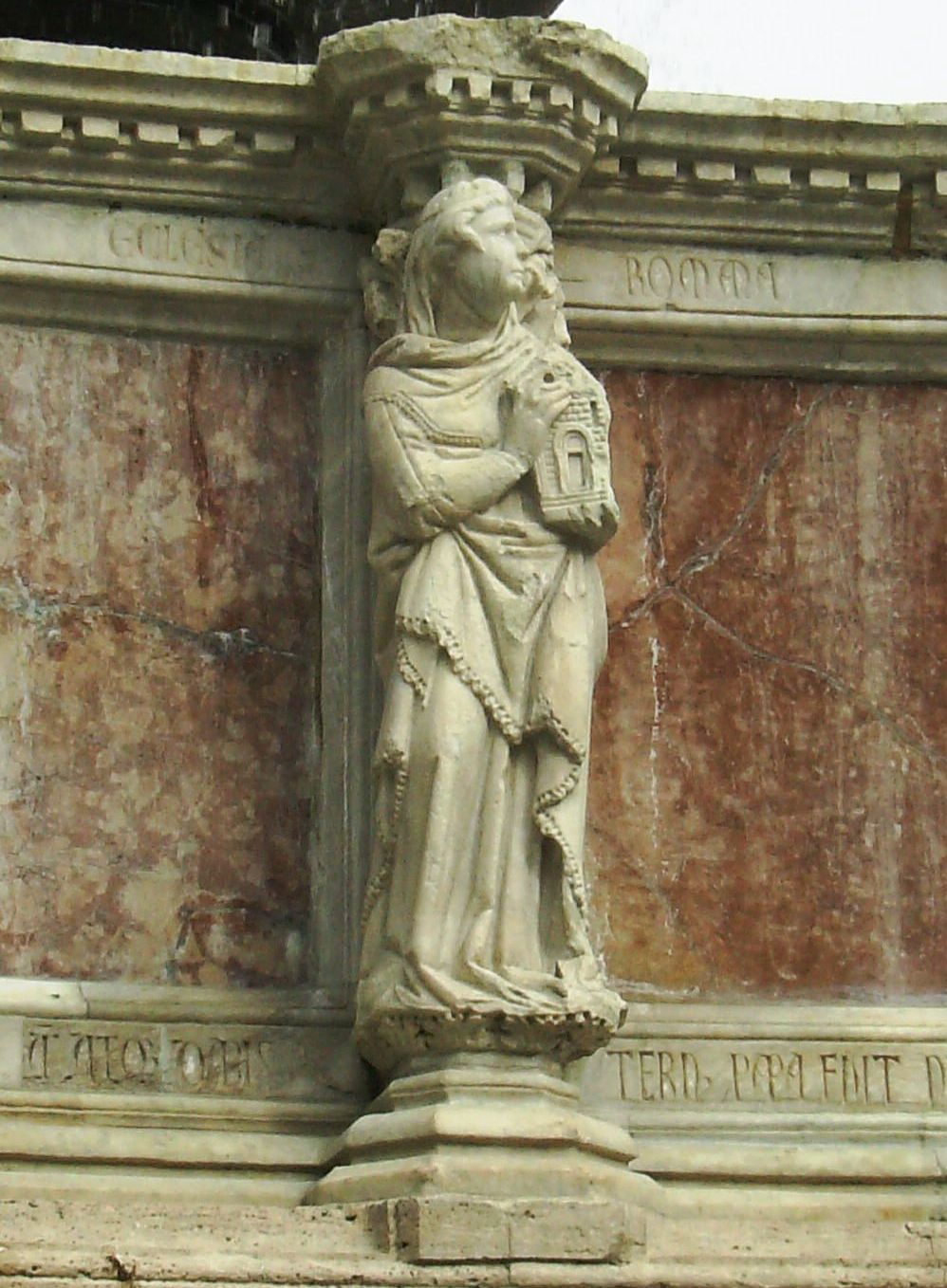
l'Église romaine
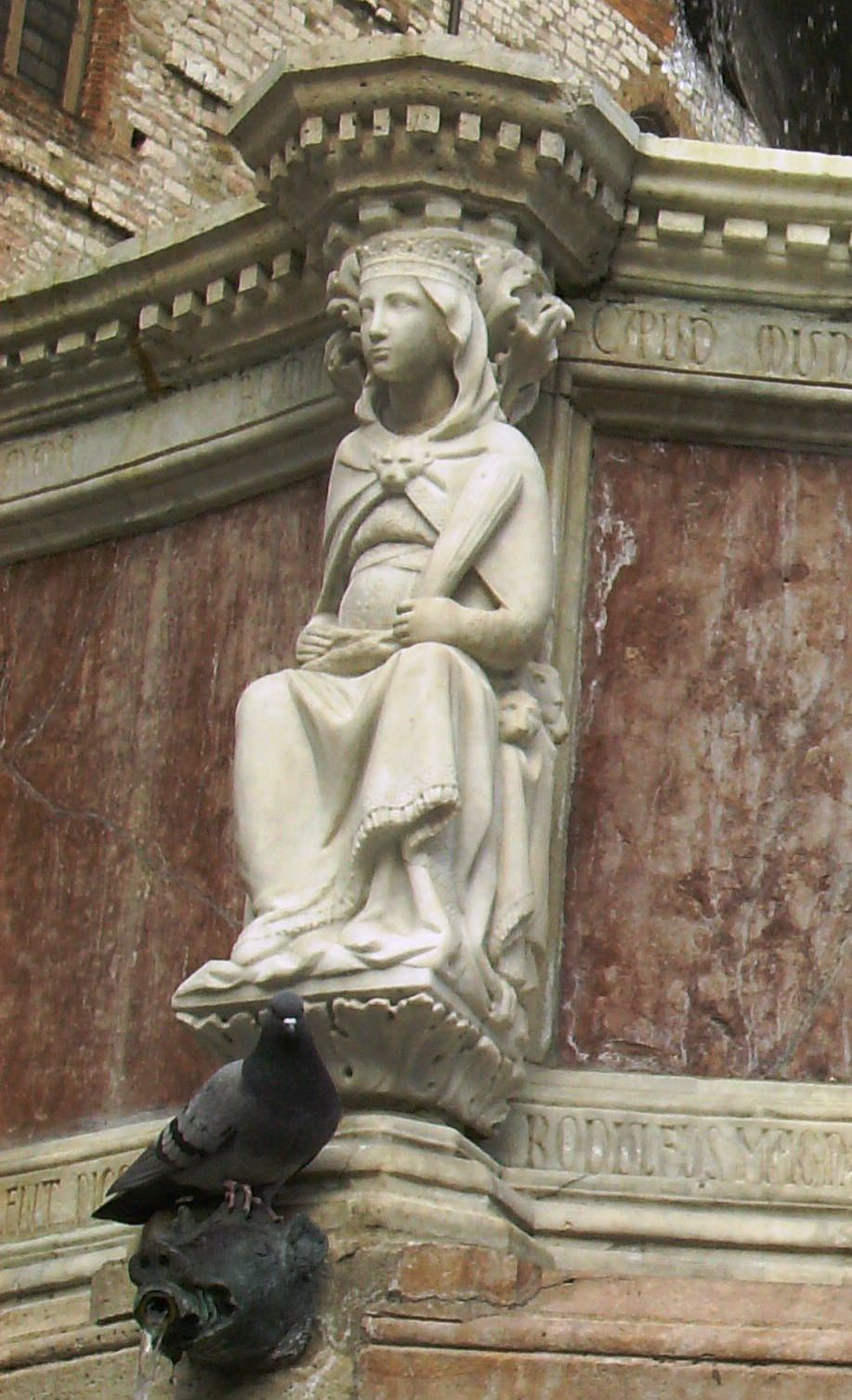
Rome, caput mundi
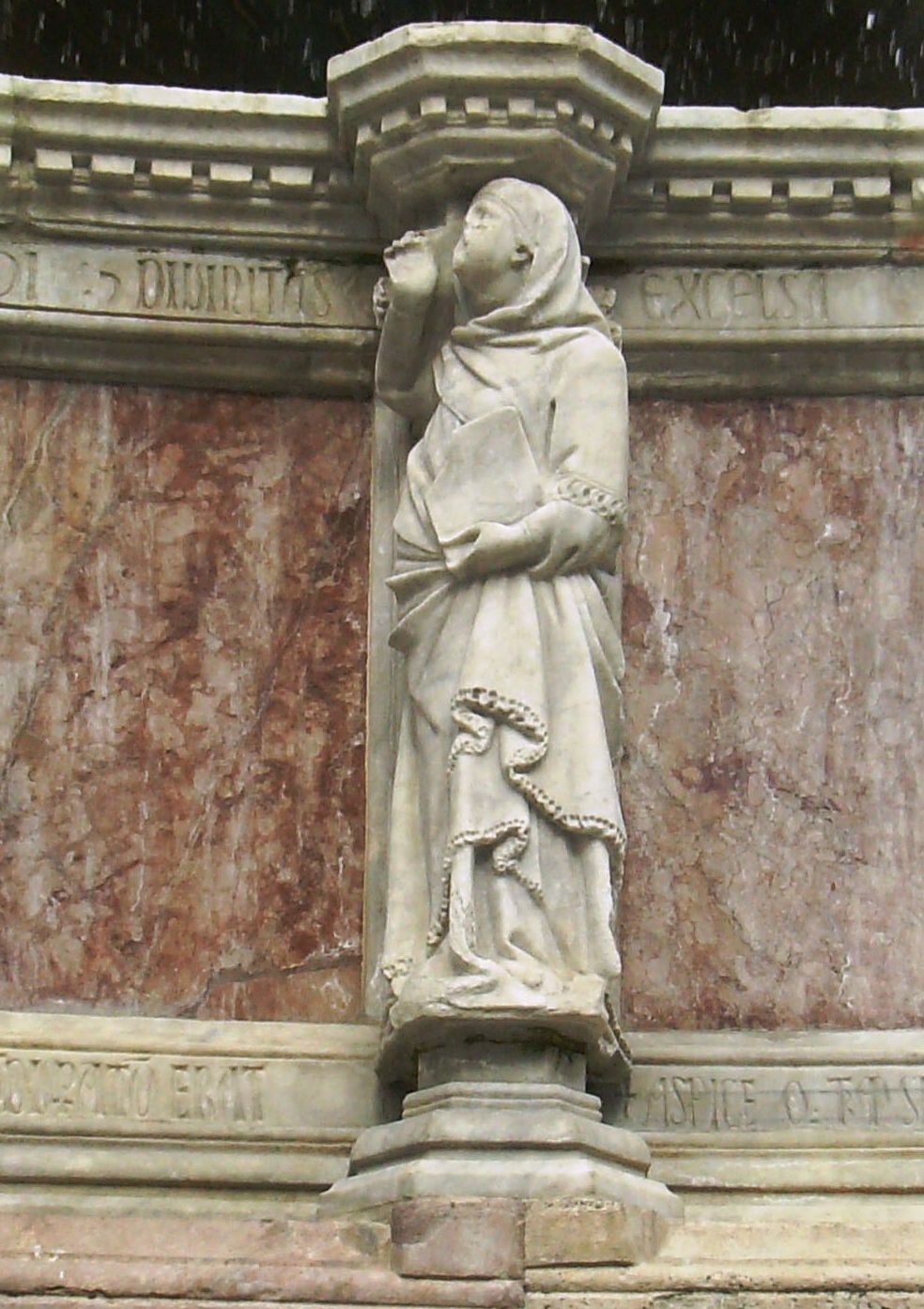
la théologie Divinitas Excelsa
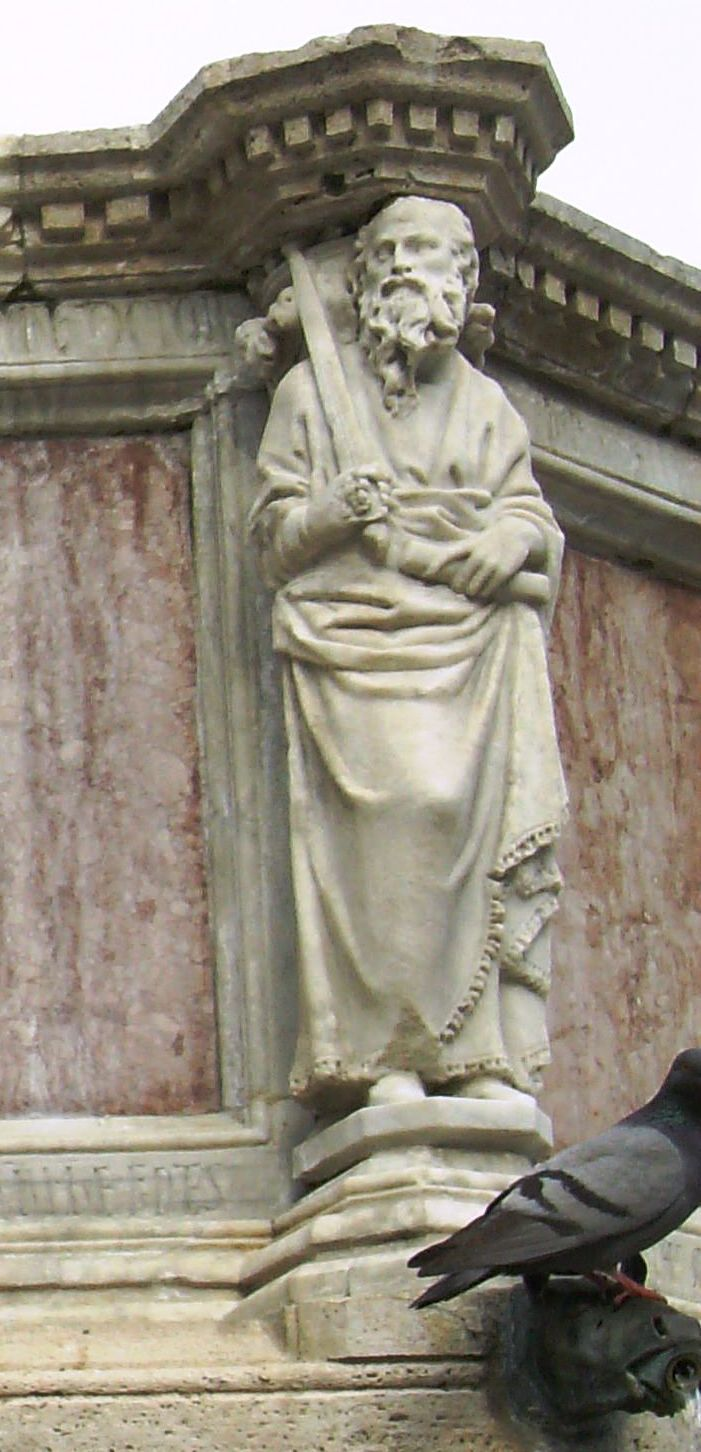
Saint Paul
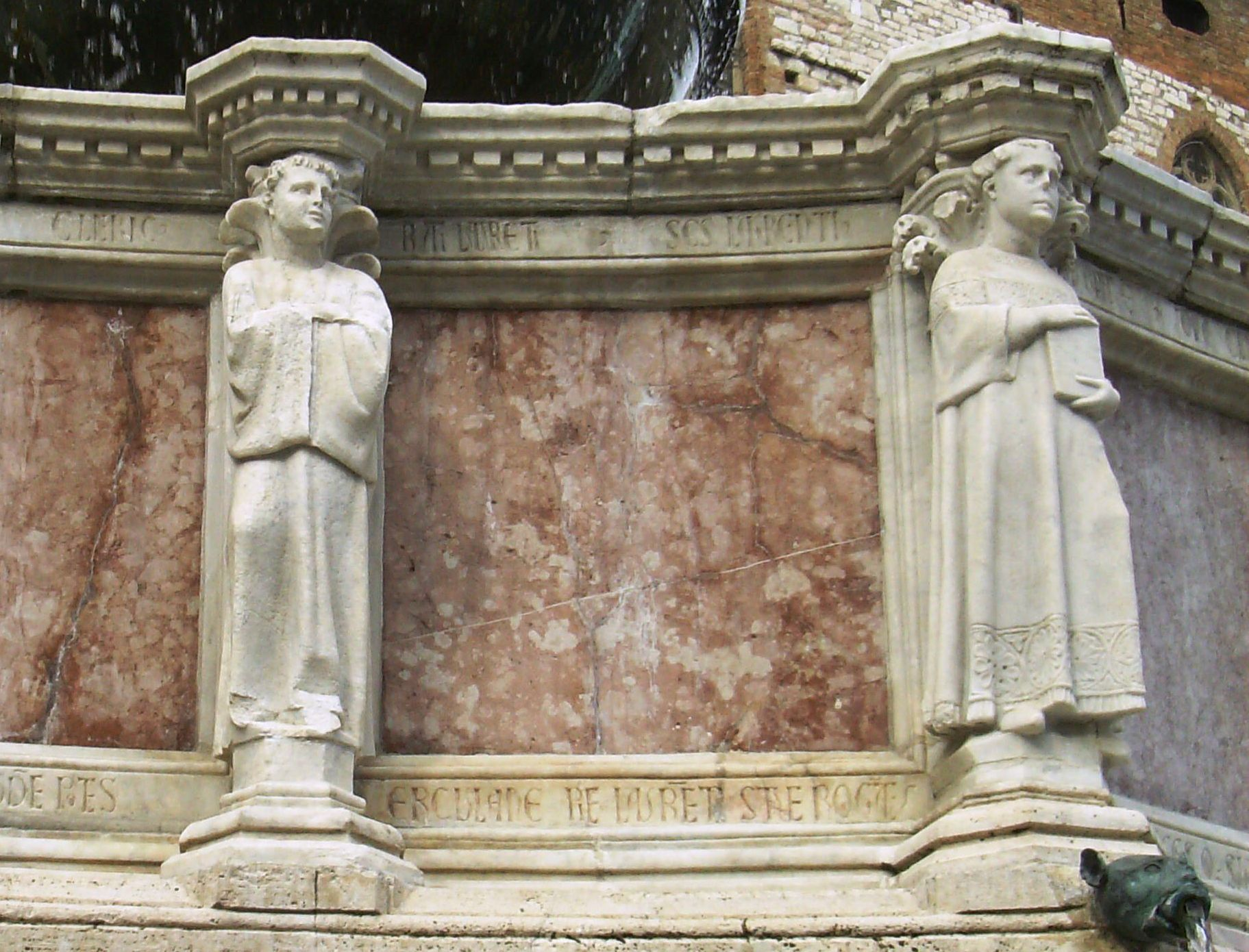
un laurentien et Saint Laurent
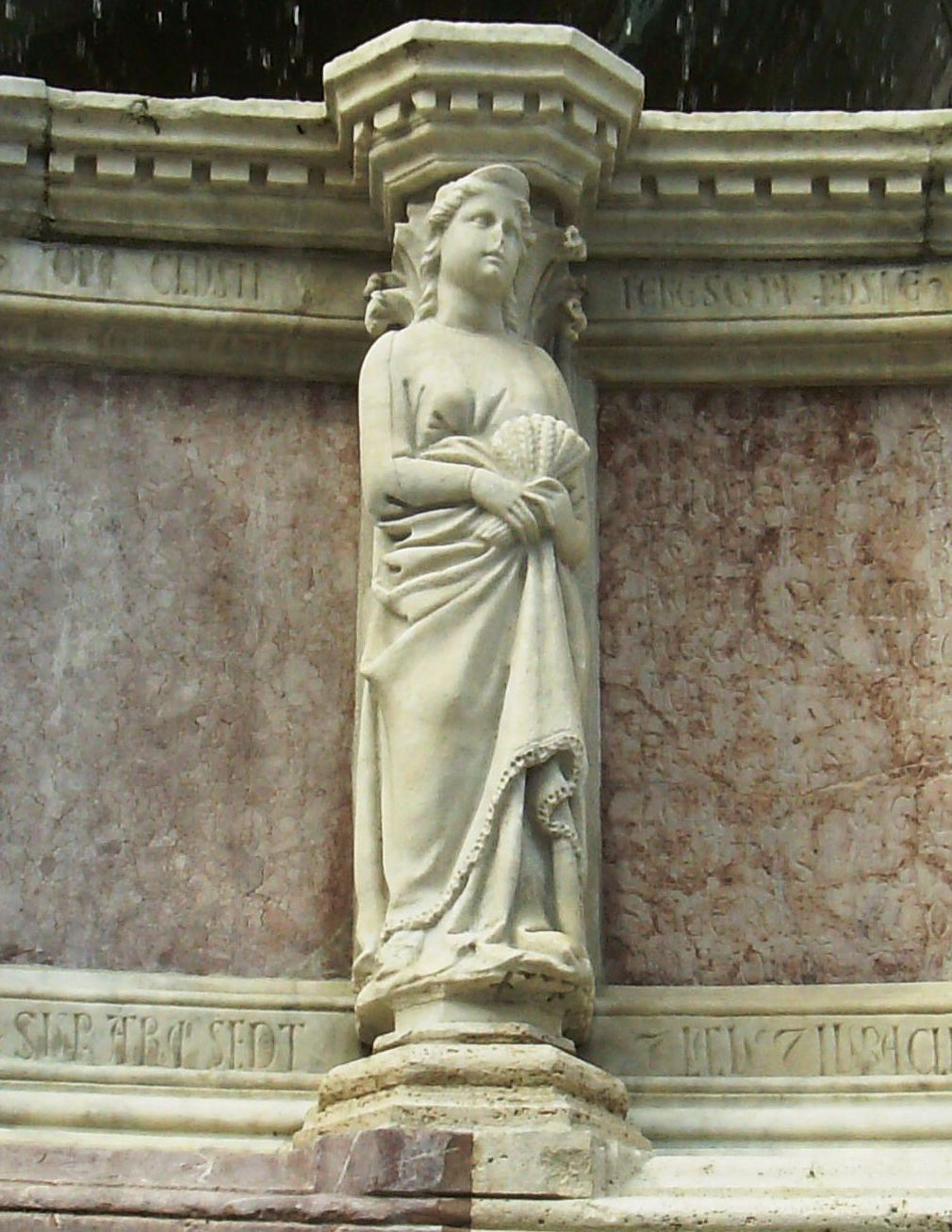
la nymphe de Chiusi
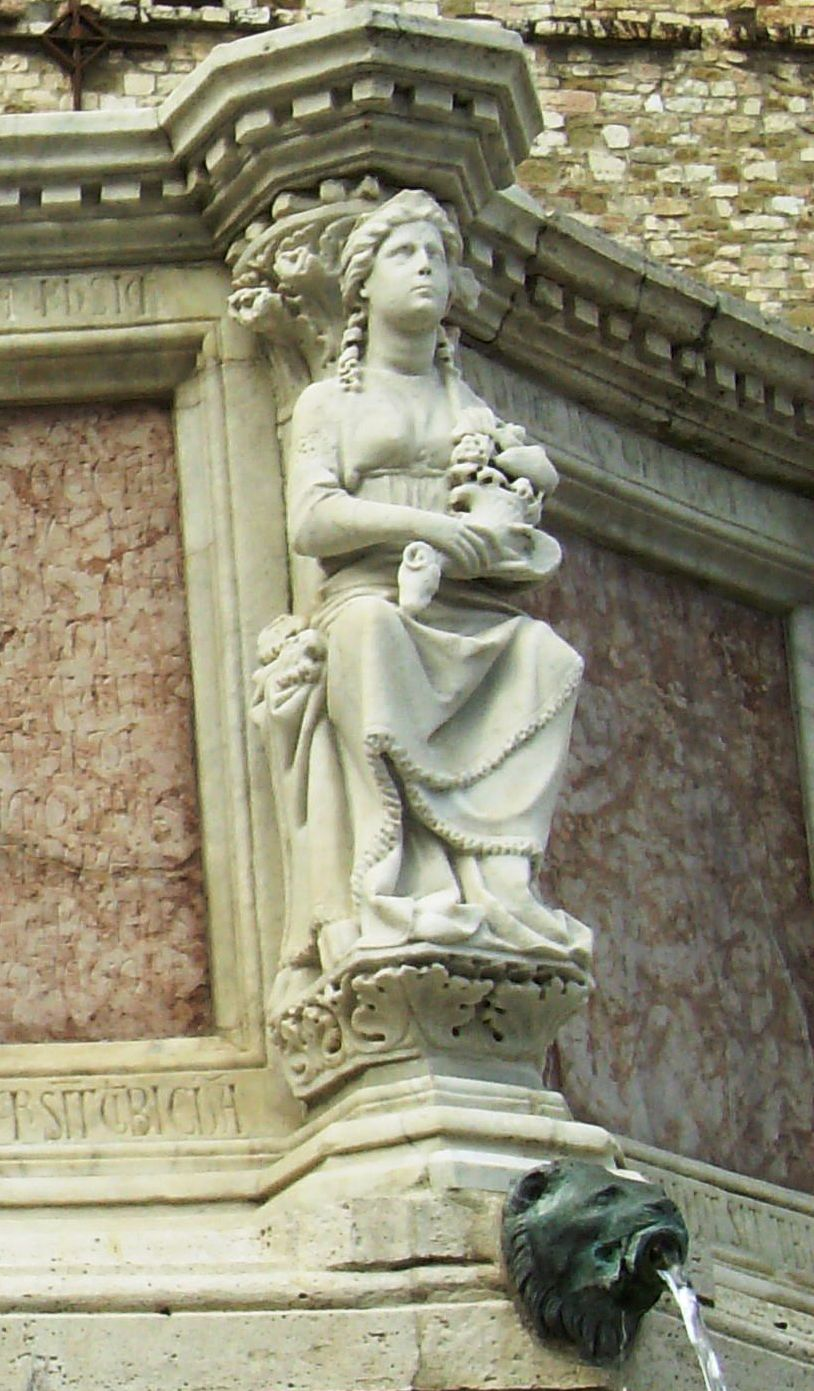
Augusta Pérouse
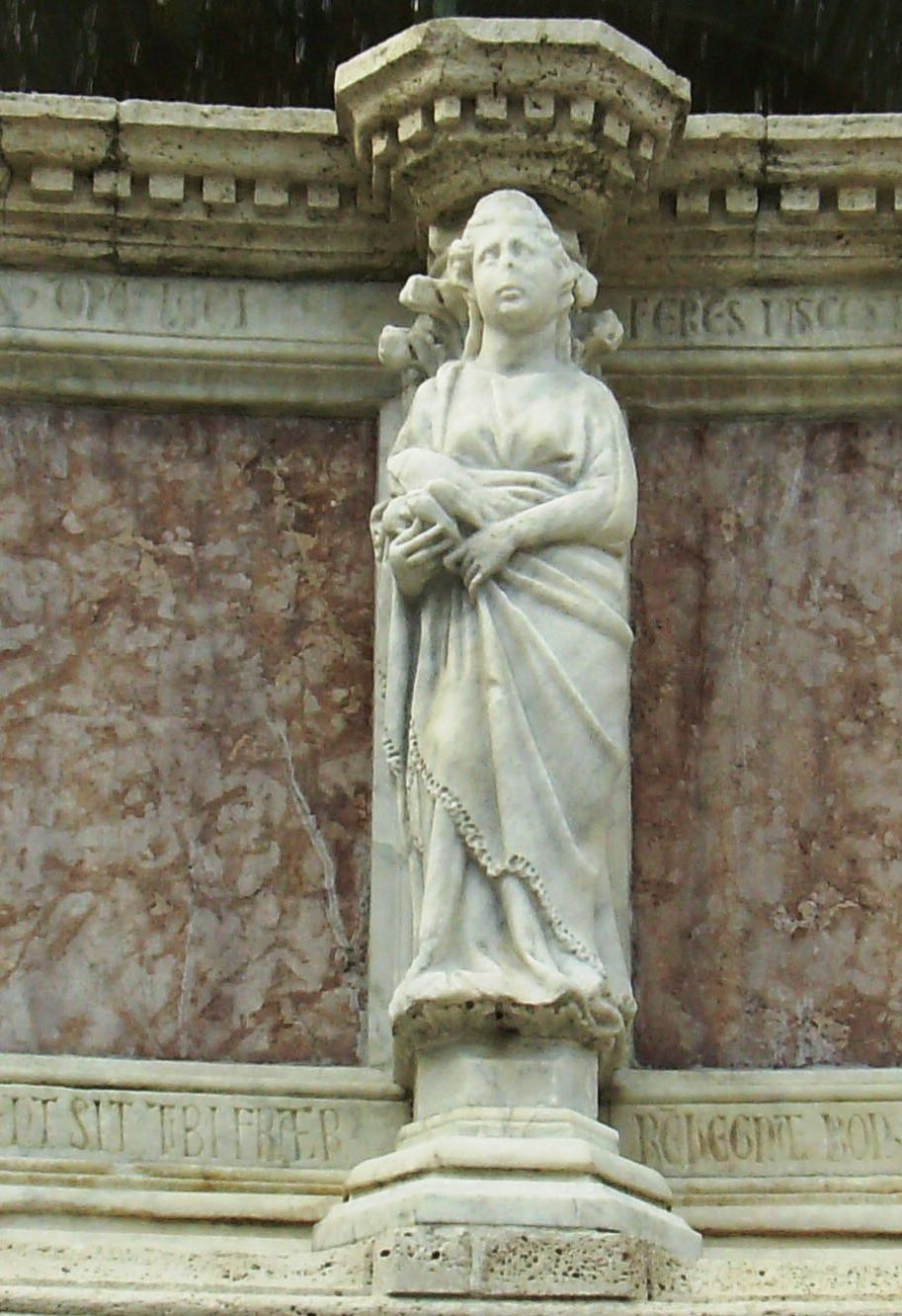
la nymphe du Lac Trasimène
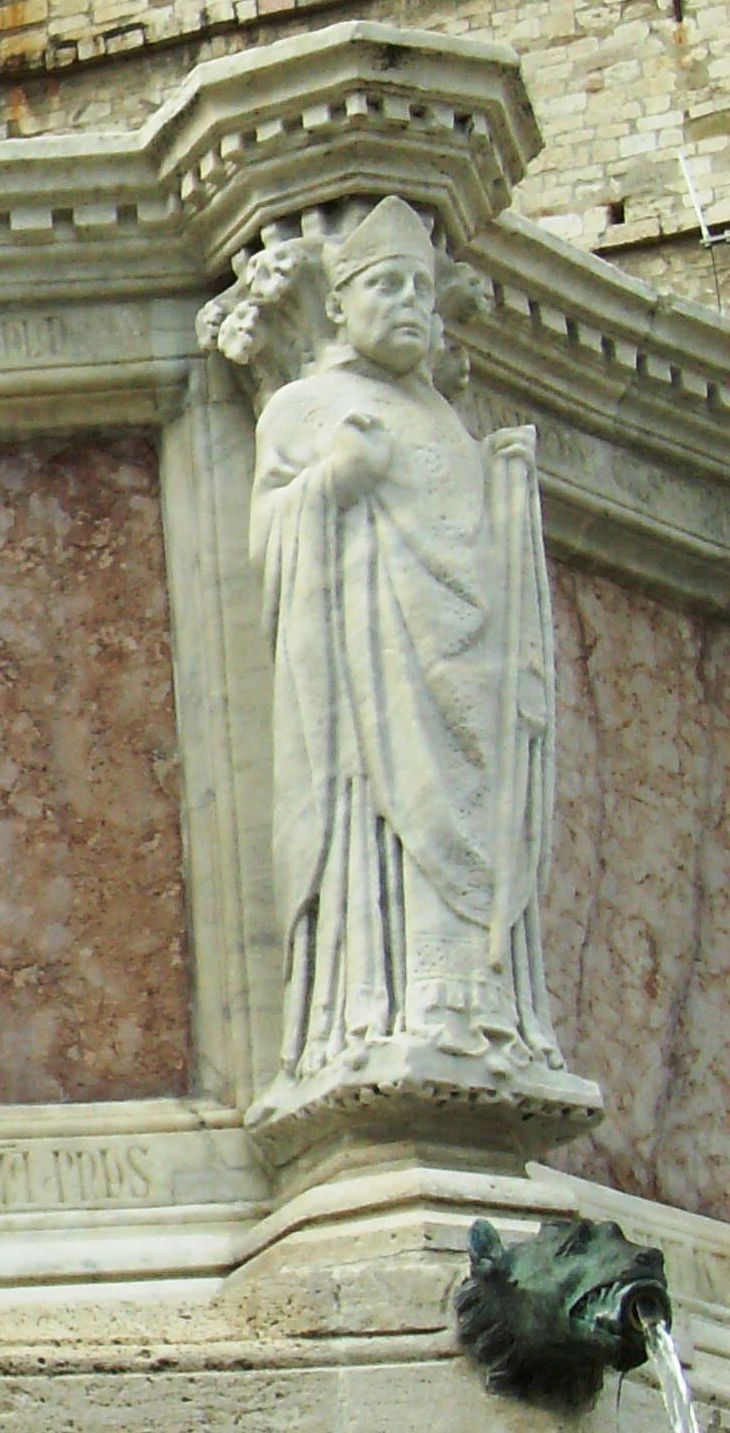
Herculan de Pérouse
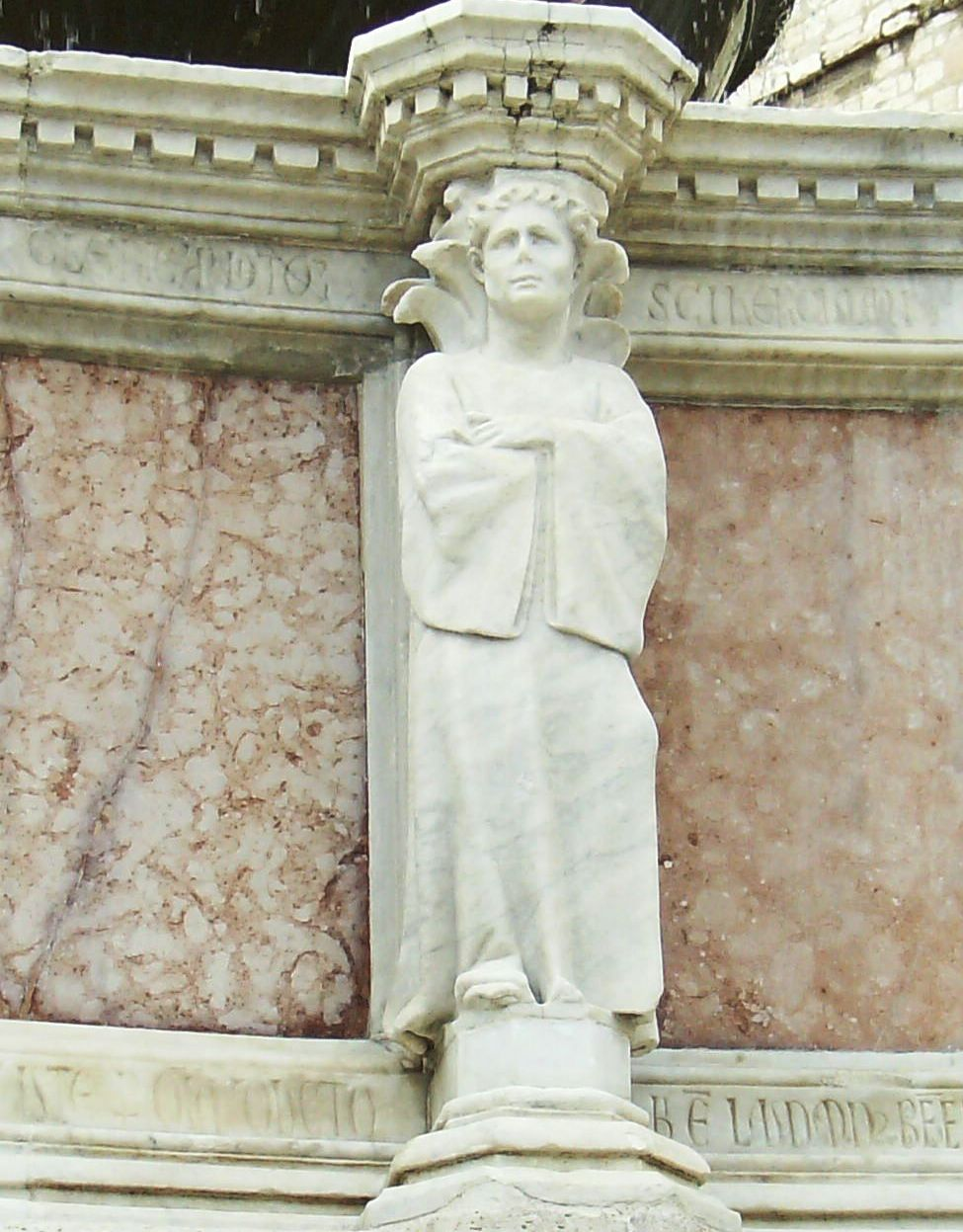
le traître
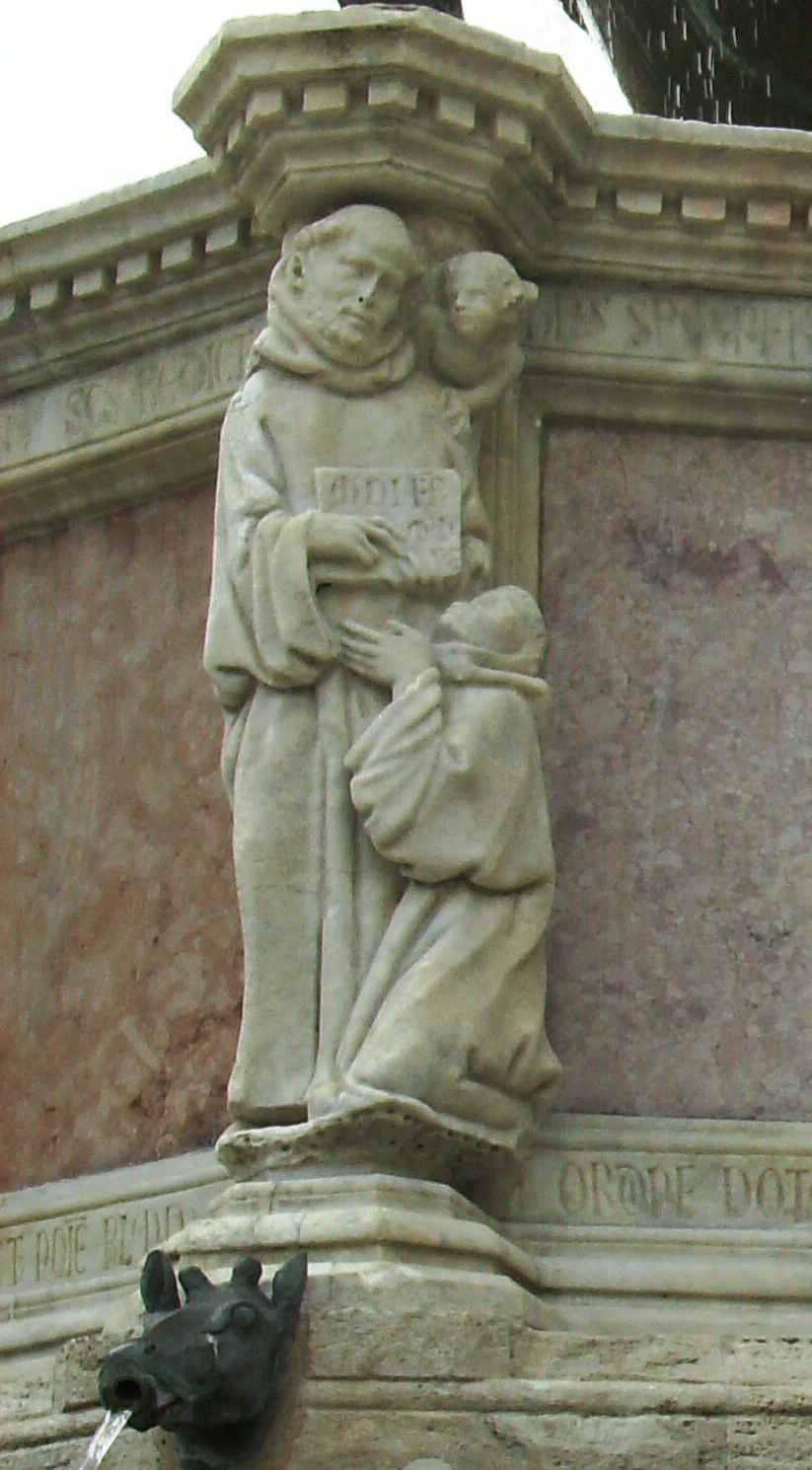
Saint Benoît
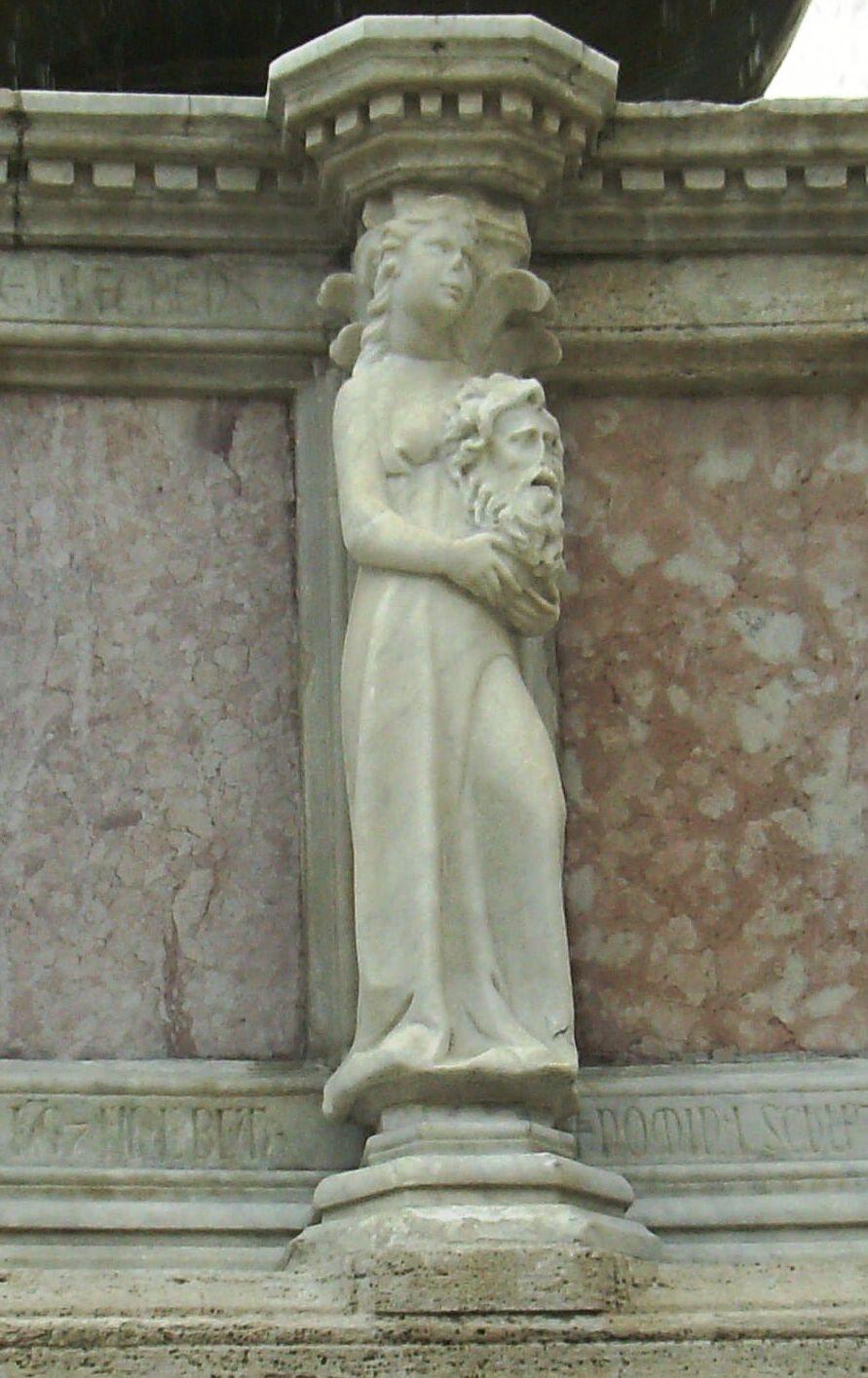
Salomé (Nouveau Testament)
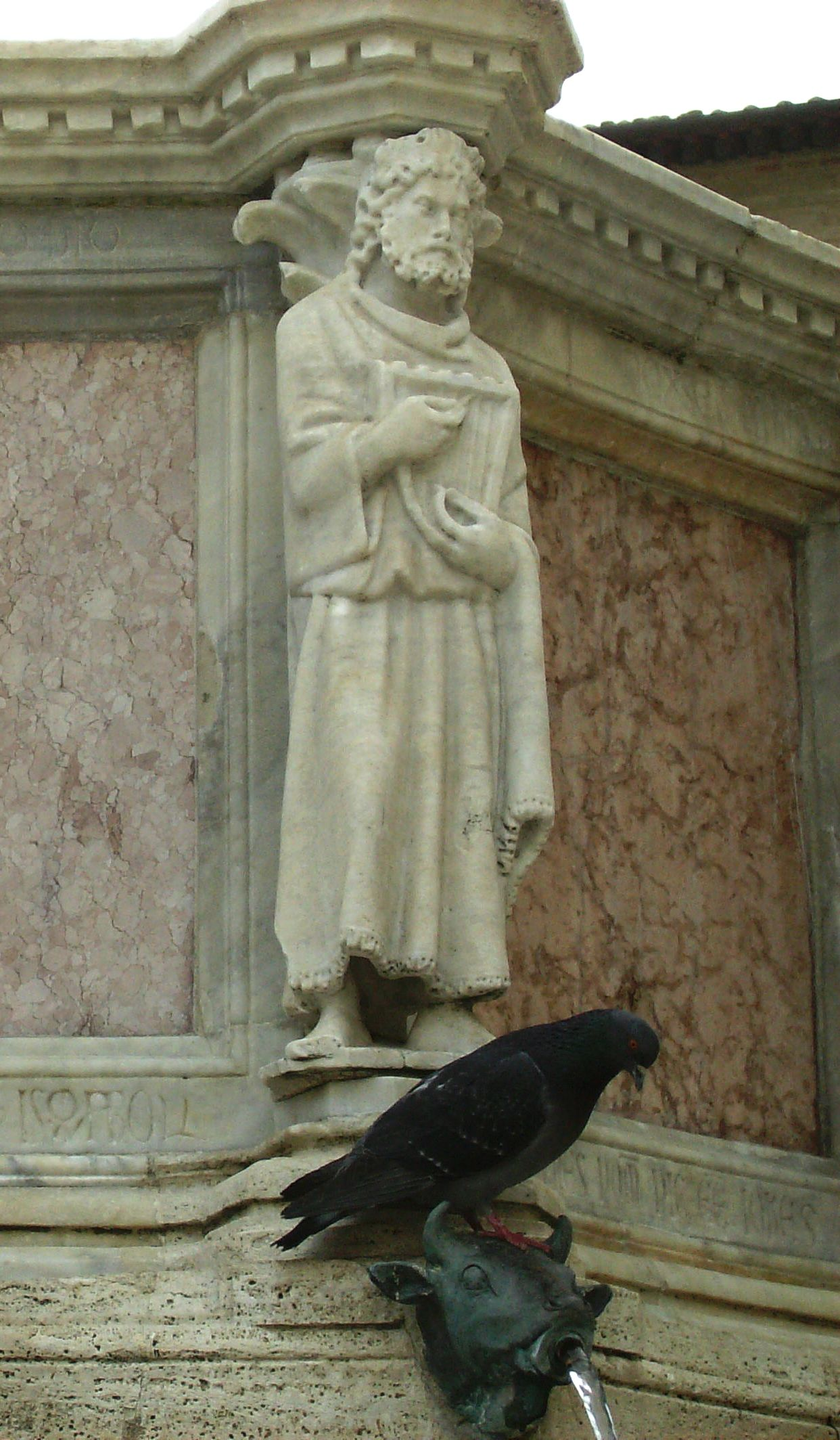
Salomon
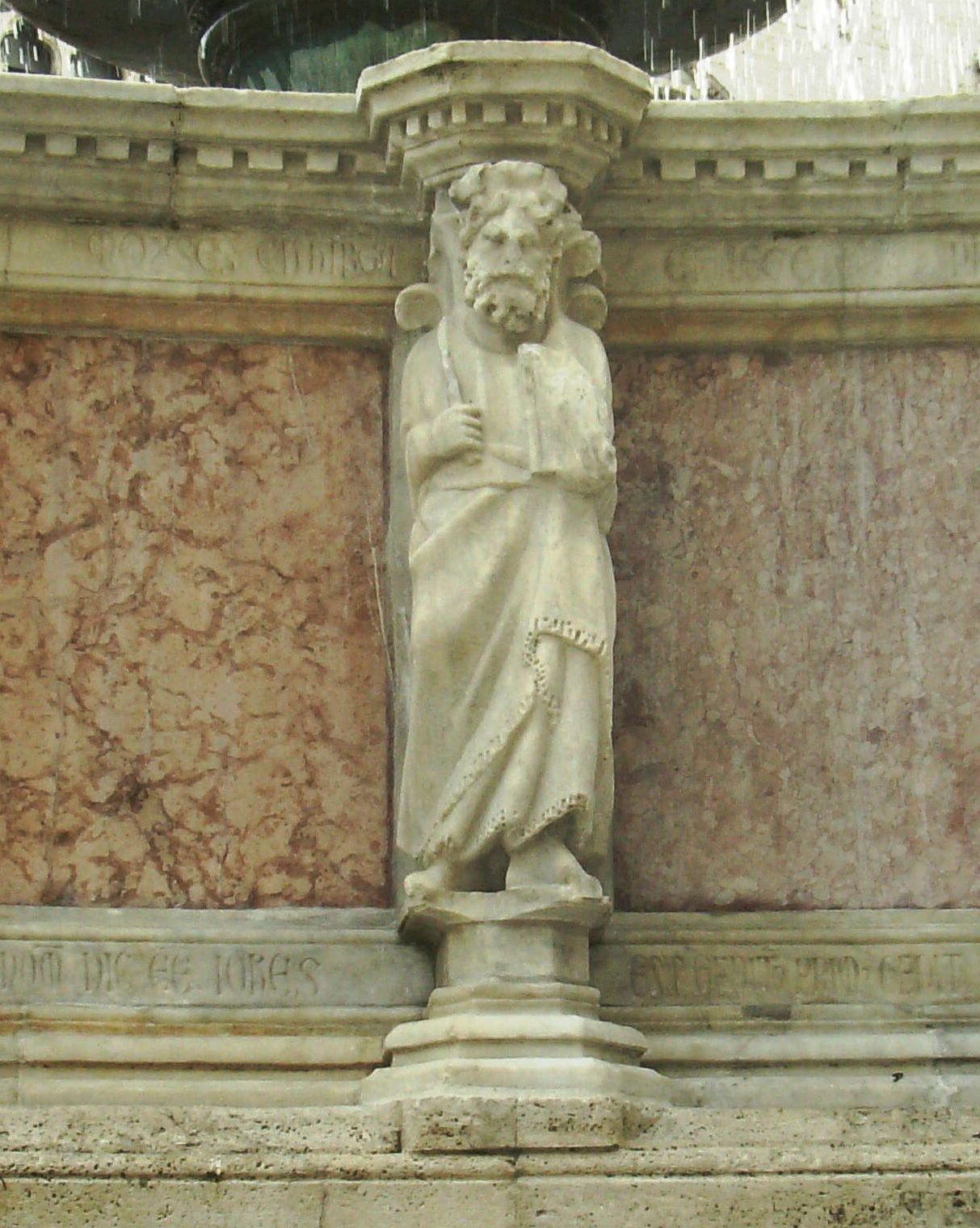
Moïse
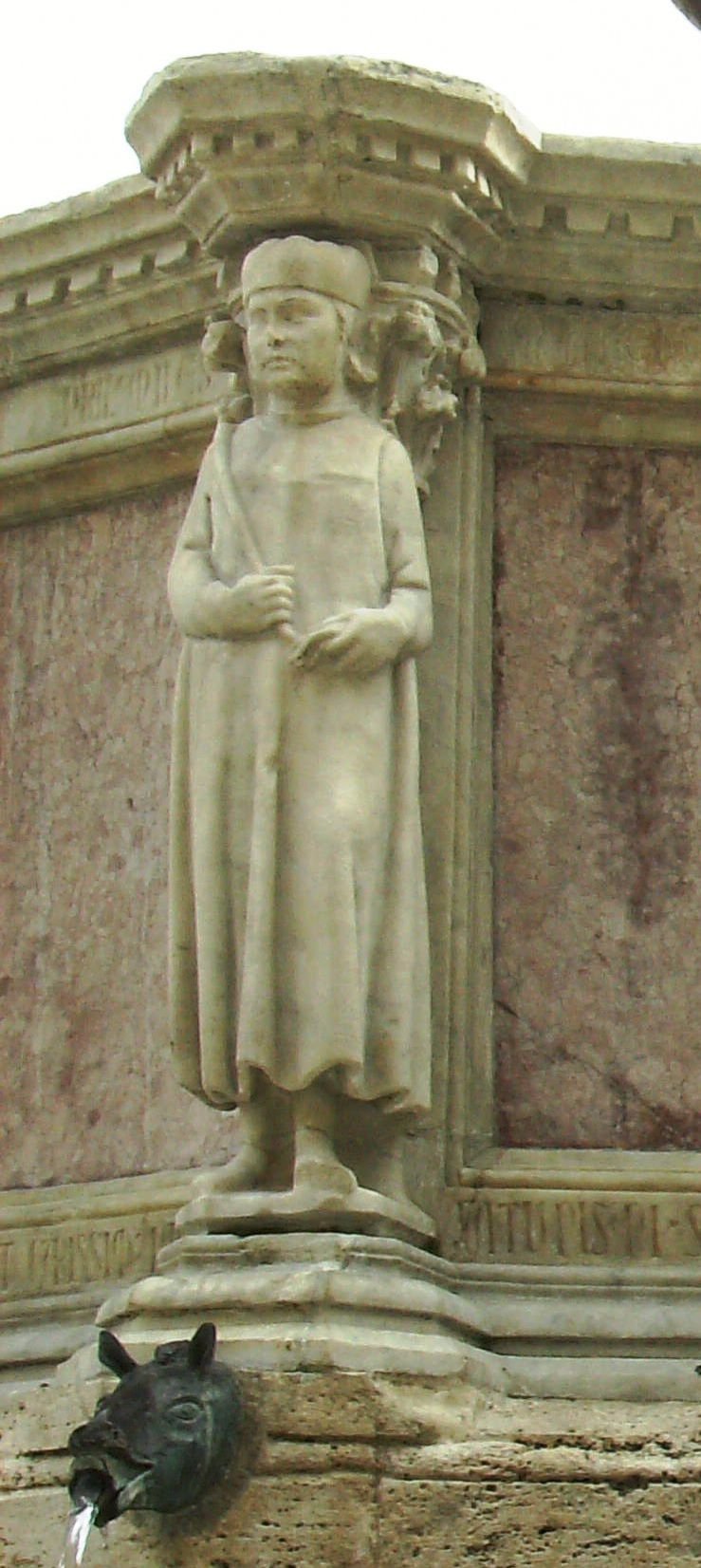
Matteo da Correggio, podestat de Pérouse
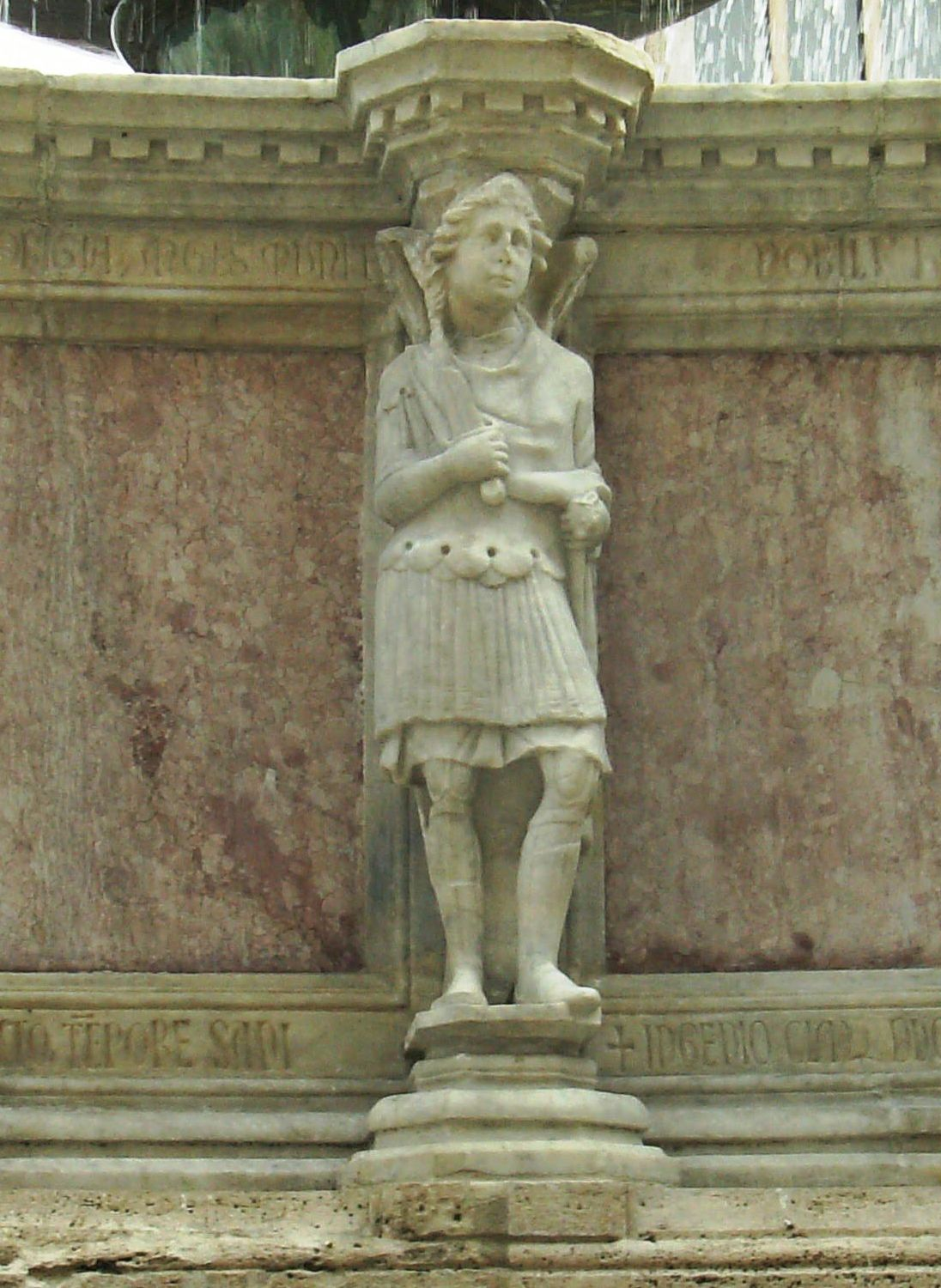
Archange Michel

## Sources
Cet article est fondé sur :
- Giusta Nicco Fasola. Nicola Pisano - orientamenti sulla formazione del gusto italiano. Palombi editore; Roma 1941
- Géza Jászai. Giovanni Pisano. Enciclopedia dell'Arte Medievale (1955). Enciclopedia Treccani
- Valerio Ascani. Giovanni Pisano. Dizionario Biografico degli Italiani, volume 56 (2001). Enciclopedia Treccani